# Parco nazionale dei ghiacciai (Stati Uniti d'America)
(Robin Williams)
Il parco nazionale dei ghiacciai (in inglese: Glacier National Park) è un parco nazionale degli Stati Uniti situato nel Montana, al confine con le province canadesi dell'Alberta e della Columbia Britannica. La zona protetta include due catene montuose, oltre 130 laghi, oltre 1 000 specie di piante e centinaia di diverse specie di animali. Questo vasto ecosistema incontaminato si estende su oltre 4 000 km² di territorio ed è stato definito il cuore dell'"ecosistema continentale", un'area individuata dai geografi larga circa 41 000 km².
La regione divenuta poi parco tutelato fu abitata per la prima volta dai nativi americani, venendo poi ripartita, in concomitanza con l'arrivo degli esploratori europei, tra le tribù della Confederazione dei Piedi Neri a est e le Teste Piatte nelle sezioni occidentali. Sotto pressione, i Piedi Neri cedettero le terre da loro frequentate con un trattato del 1895 al governo federale; successivamente, il territorio entrò a far parte del parco. Subito dopo l'istituzione di quest'ultimo l'11 maggio 1910, una serie di hotel e chalet andò costruita dalla Great Northern Railway e oggi quegli edifici sono annoverati tra i monumenti storici nazionali e nel totale di 350 località iscritte nel Registro nazionale dei luoghi storici. Nel 1932 terminarono i lavori lungo la Going-to-the-Sun Road, in seguito designata monumento storico nazionale dell'ingegneria civile, che forniva una maggiore accessibilità per le automobili nel cuore del parco.
Le montagne locali iniziarono a formarsi 170 milioni di anni fa, quando le rocce antiche furono spinte verso est e verso l'alto e sopra strati rocciosi molto più giovani. Coinvolte in un processo noto come sovrascorrimento di Lewis, queste rocce sedimentarie sono considerate come alcune delle migliori custodi di fossili delle epoche storiche più antiche del pianeta Terra. Le forme attuali delle catene montuose Lewis e Livingston, il posizionamento e le dimensioni dei laghi costituiscono una testimonianza schiacciante di una massiccia azione glaciale, la quale ha scavato valli a forma di U e lasciato delle morene, permettendo la formazione di laghi. Il parco nazionale deve il suo nome ai circa 150 ghiacciai presenti al suo interno al momento dell'istituzione e risalenti alla piccola era glaciale; tuttavia, a causa del ritiro dei ghiacciai dovuto al riscaldamento climatico, nel 2010 rimanevano appena 37 ghiacciai, di cui solo 25 potevano essere considerati ancora attivi e con una superficie di almeno 10 ettari. Gli studiosi hanno stimato che, se le condizioni climatiche attuali persistono, potrebbero scomparire tutti entro il 2030.
Il Parco nazionale dei ghiacciai conta specie vegetali e animali quasi tutte non introdotte: si pensi a grandi mammiferi come l'orso grizzly, l'alce e la capra delle nevi, così come a esemplari rari o in pericolo quali il ghiottone e la lince canadese. Sono state documentate centinaia di specie ornitologiche, più di una dozzina di specie di pesci e alcuni rettili e anfibi, tutti distribuiti in ecosistemi che si alternano dalla prateria alla tundra. Le foreste sud-orientali, composte perlopiù da cedri rossi occidentali e tsughe, sono particolarmente esposte a incendi boschivi, i quali interessano praticamente ogni anno il parco dal 1964. Ben 64 incendi si verificarono nel 1936, il numero più alto mai registrato, mentre, nel 2003, sei roghi danneggiarono circa 550 km², oltre il 13% del parco. L'area protetta è situata a cavallo del Parco nazionale dei laghi Waterton, in Canada, e, quando viene talvolta considerata assieme a quest'ultima, le due regioni risultano conosciute come Parco internazionale della pace Waterton-Glacier, il primo del suo genere istituito al mondo nel 1932. Entrambi i parchi sono stati designati dalle Nazioni Unite come riserva della biosfera nel 1976 e nel 1995 come patrimonio dell'umanità. Nell'aprile 2017, il parco congiunto ha ricevuto una designazione provvisoria di qualità oro conferita dall'International Dark-Sky Association, la quale ha reso la prima non inclusa in una sola nazione.

## Descrizione

### Geografia fisica

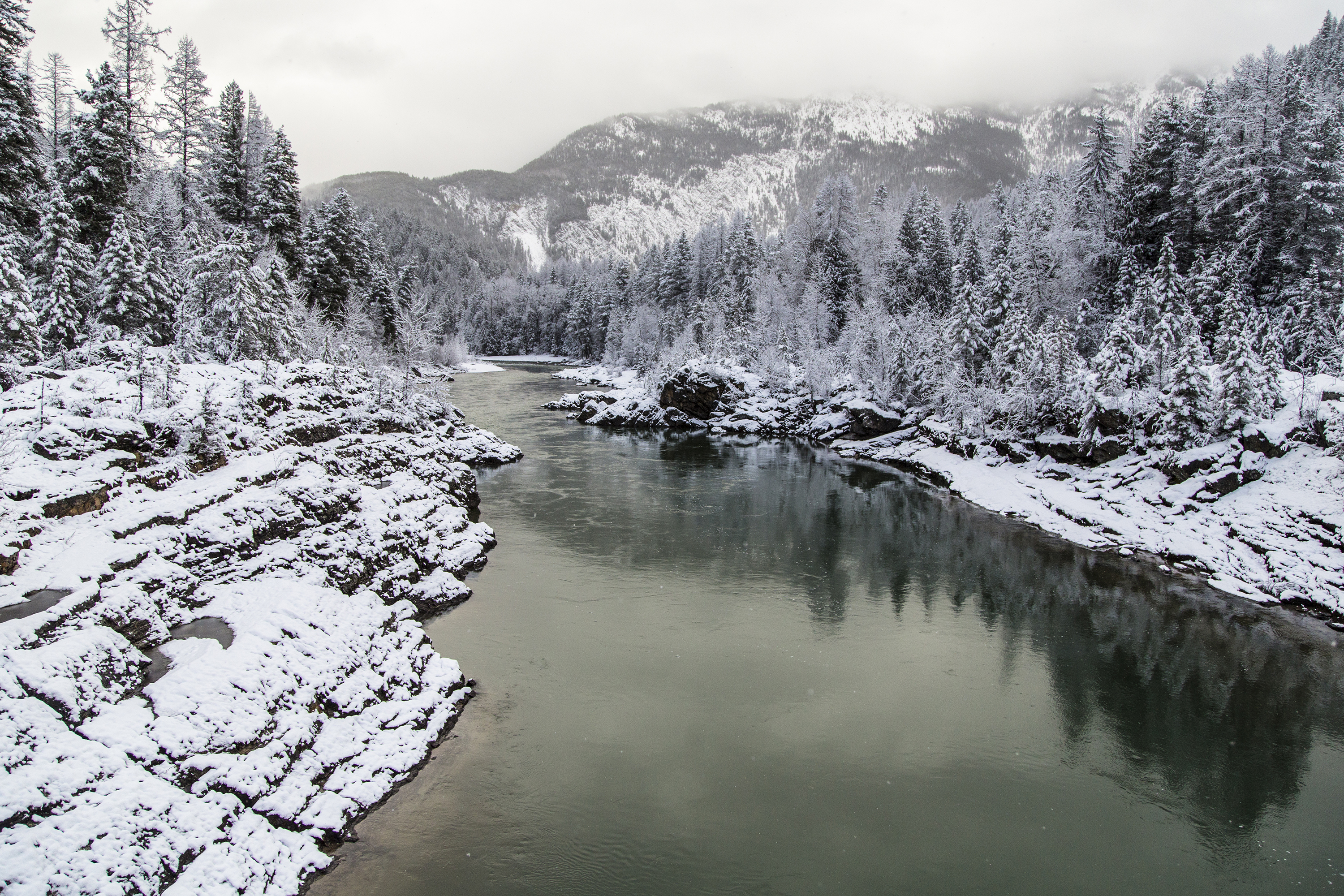
Il fiume Flathead in inverno

Il parco è delimitato a nord da quello dedicato al lago Waterton ad Alberta, dalla foresta provinciale Flathead e dal parco provinciale di Akamina-Kishinena nella Columbia Britannica. La biforcazione a nord del fiume Flathead ne traccia la demarcazione occidentale, mentre quella centrale rientra nel confine meridionale: la riserva indiana disegna la maggior parte del confine orientale. La foresta nazionale di Lewis e Clark e quella di Flathead percorrono i limiti meridionali e occidentali. Il complesso naturale Bob Marshall si trova nelle due foreste immediatamente a sud.
Il parco contiene oltre 700 laghi, ma nel 2016 solo 131 di essi avevano un proprio nome. Il lago McDonald sul lato occidentale del parco è il più lungo (16 km), il più vasto (27,61 km²), e il più profondo (141 m). Numerosi specchi d'acqua più piccoli, noti come tarn, si trovano in circhi formati dall'erosione glaciale. Alcuni di questi laghi, tra cui l'Avalanche e il Cracker, appaiono di un turchese opaco per via del limo glaciale sospeso, che comporta anche per una serie di corsi d'acqua una colorazione in bianco latte. Gli specchi d'acqua rimangono freddi tutto l'anno, con temperature raramente superiori ai 10 °C in superficie: anche per questa ragione, poiché sono presenti pochi plancton, i laghi appaiono molto cristallini. Tuttavia, tale assenza abbassa il tasso di filtrazione dell'inquinamento, motivo per cui gli inquinanti tendono a persistere più a lungo. Di conseguenza, i laghi sono considerati affidabili indicatori ambientali, in quanto possono essere rapidamente influenzati da aumenti, anche minori, di sostanze nocive per l'ambiente.
Duecento cascate sono sparse in tutto il parco, ma durante i periodi più secchi dell'anno molte tendono ad essiccarsi o a ridursi a un rivolo. Le cascate maggiori includono quelle nella regione di Two Medicine, di McDonald, nella valle omonima, e di Swiftcurrent nell'area di Many Glacier, che è facilmente osservabile e vicina all'hotel Many Glacier Hotel. Una delle più alte è detta Bird Woman, che si getta per 170 m da una valle sospesa sotto il versante nord del monte Oberlin.

### Geologia

Sezione geologica del Parco nazionale dei ghiacciai

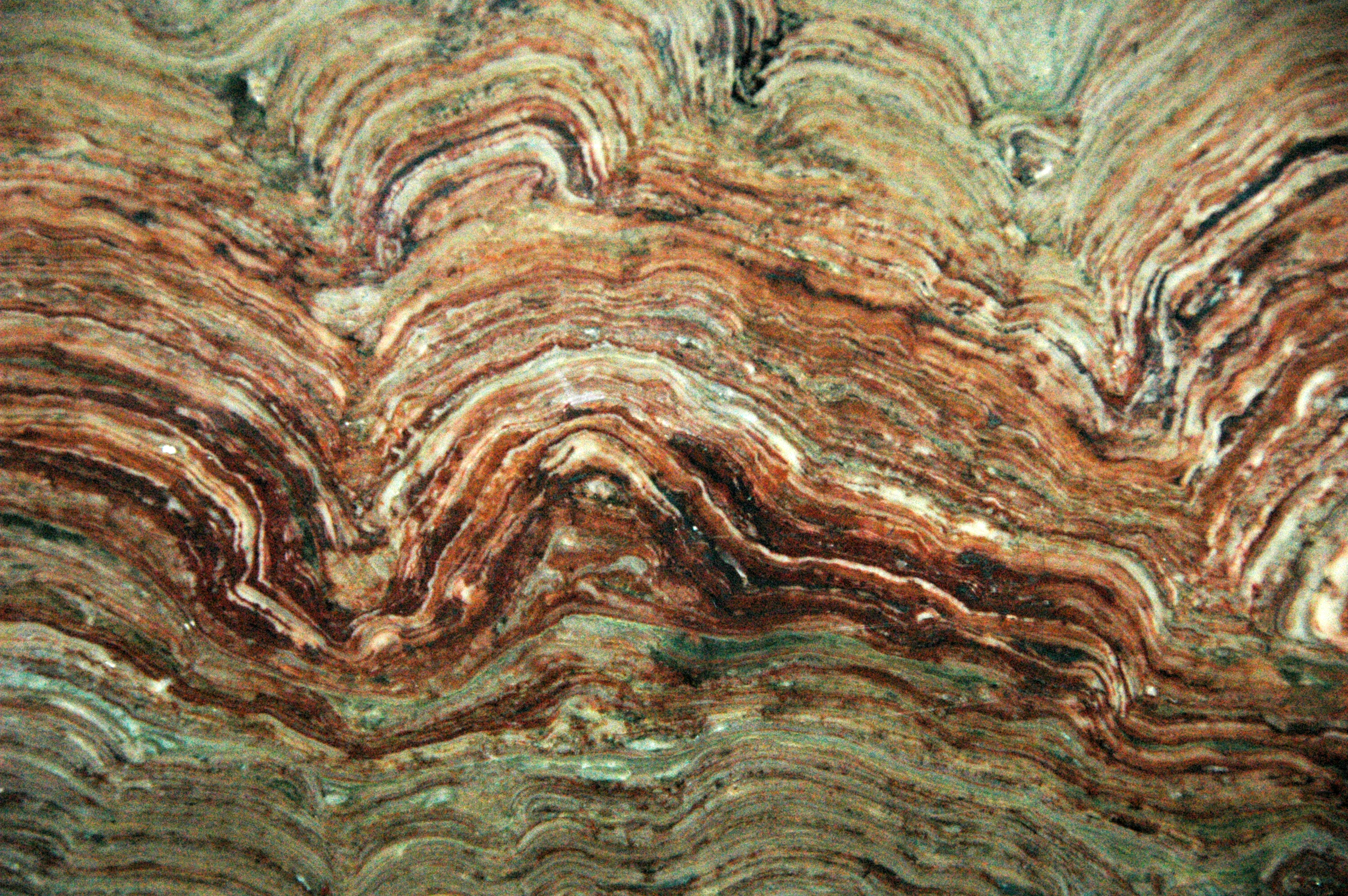
Stromatoliti, supergruppo di rocce sedimentarie Belt, datato al mesoproterozoico (1,44 miliardi di anni fa). La lastra levigata è esposta al Museo delle rocce a Bozeman.

Le rocce presemti nel parco sono principalmente rocce sedimentarie del supergruppo di Belt depositatesi in mari poco profondi datati tra 1,6 miliardi e 800 milioni di anni fa. Durante la formazione delle Montagne Rocciose 170 milioni di anni fa, un agglomerato di rocce noto come sovrascorrimento di Lewis, lungo e largo centinaia di chilometri, fu forzato verso est di 80 km. Ciò portò allo spostamento delle rocce più vecchie rispetto a quelle di formazione recente: quelle del Proterozoico sovrastanti sono datate tra gli 1,4 e gli 1,5 miliardi di anni di differenza rispetto al Cretaceo.
Una delle prove maggiormente evidenti emerge al di sotto del monte Chief, un picco isolato sul bordo del confine orientale del parco che si erge 800 m sopra le grandi pianure. Ci sono sei vette nel parco che superano i 3 000 m di elevazione, con il Cleveland che è il più elevato (3 194 m). Il Triple Divide Peak, il cui nome è particolarmente azzeccato perché spartisce le acque tra Oceano Pacifico, baia di Hudson e golfo del Messico, può considerarsi l'apice del continente nordamericano, sebbene la montagna sia solo 2 444 m sul livello del mare.
Le rocce nel Parco nazionale dei ghiacciai sono le rocce sedimentarie proterozoiche meglio conservate al mondo, circostanza che ha permesso ai geologi di apprendere meglio la storia del nostro pianeta. Le formazioni rocciose sedimentarie di età simile situate in altre regioni del mondo sono state notevolmente alterate dalla costruzione di montagne e da altri cambiamenti metamorfici; di conseguenza, i fossili sono meno comuni e più difficili da osservare. Si rintracciano, più nello specifico, su scala millimetrica, segni di increspatura, crepe di fango, calchi di cristalli di sale, residui di gocce di pioggia, ooliti e altre caratteristiche ancora; vi sono sei specie fossilizzate di stromatolite, i primi organismi costituiti principalmente da alghe blu-verdi, sono state documentate e datate a circa un miliardo di anni. La scoperta della formazione Appekunny, uno strato ben conservato nel parco, ha spostato indietro di un intero miliardo di anni la data stabilita per l'origine della vita animale. Questa formazione rocciosa ha strutture di lettiera che si ritiene siano i resti della prima vita metazoa identificata sulla Terra.

### Ghiacciai

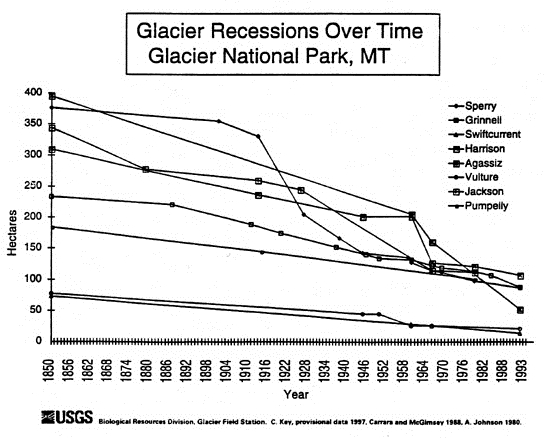
Il ritiro dei ghiacciai dalla fine della piccola era glaciale nel 1850

Il parco è dominato da montagne che hanno assunto le loro forme attuali per via degli enormi ghiacciai presenti nell'ultima era glaciale e in gran parte scomparsi negli ultimi 12 000 anni. La prova di una diffusa azione glaciale si trova in tutto il parco sotto forma di valli a forma di U, circhi, arête e grandi laghi che si diramano come dita dalla base delle vette più alte. Dalla fine delle ere glaciali, si sono verificate varie fasi di riscaldamento e raffreddamento: la maggior recente tendenza al raffreddamento è avvenuta in concomitanza della piccola era glaciale, che ebbe luogo approssimativamente tra il 1550 e il 1850. Durante quest'ultima fase storica, i ghiacciai nel parco si espansero e avanzarono, anche se non così tanto come durante la glaciazione Würm.
Durante la metà del XX secolo, l'esame delle mappe e delle fotografie del secolo precedente ha fornito una chiara prova che i 150 ghiacciai noti per essere esistiti nel parco un centinaio di anni prima si erano notevolmente ritirati e in molti casi sono scomparsi del tutto. Le innumerevoli fotografie scattate con riferimento ai ghiacciai, come quelle del Grinnell tra il 1938 e il 2015, evidenziano chiaramente il processo di scioglimento.
Negli anni 1980, lo U.S. Geological Survey ha avviato uno studio più sistematico dei ghiacciai rimanenti, proseguito fino ai giorni nostri. Nel 2010 rimanevano soltanto 37 ghiacciai, ma di questi 25 erano vasti almeno 0,10 km², ovvero un'estensione tale da poter essere considerati ancora non sciolti. Sulla base della tendenza al riscaldamento dei primi anni 2000, gli scienziati avevano stimato che i ghiacciai rimanenti del parco si sarebbero sciolti entro il 2020; tuttavia, una stima successiva ha affermato che i ghiacciai potrebbero sparire entro il 2030. Questo ritiro dei ghiacciai segue una tendenza mondiale che ha subito un'accelerazione ancora maggiore dal 1980: senza che intervenga un cambiamento climatico importante volto a favorire il ritorno e la persistenza di un clima più fresco e umido, il bilancio di massa, che è il tasso di accumulo rispetto al tasso di ablazione (scioglimento) dei ghiacciai, continuerà a essere negativo e si prevede che la situazione sarà difficilmente invertibile.
Dopo la fine della piccola era glaciale nel 1850, i ghiacciai del parco si ritirarono moderatamente fino agli anni 1910. Tra il 1917 e il 1941, il tasso di ritirata accelerò fino a raggiungere i 100 m all'anno in alcuni casi. Una leggera tendenza al raffreddamento dagli anni 1940 al 1979 aiutò il rallentamento della velocità di ritirata e, in alcuni casi, permise l'avanzata dei ghiacciai di oltre dieci metri; tuttavia, durante gli anni 1980, i ghiacciai del parco iniziarono un periodo costante di perdita di ghiaccio glaciale, che continua a partire dal 2010. Nel 1850, i ghiacciai nella regione vicino a Blackfoot e Jackson coprivano 21,6 km², ma nel 1979, la stessa regione del parco aveva ghiacciai che coprivano solo 7,4 km². Tra il 1850 e il 1979, il 73% del ghiaccio glaciale si era già sciolto. Al momento della creazione del parco, il ghiacciai del Jackson faceva parte del Blackfoot, ma da allora i due si sono separati in singoli blocchi.
L'impatto del ritiro del ghiacciaio sugli ecosistemi del parco non è del tutto noto, ma le specie animali e vegetali che dipendono dall'acqua fredda potrebbero soffrire a causa della perdita di habitat. Il ridotto scioglimento stagionale del ghiaccio glaciale può altresì influenzare il flusso del torrente durante la torrida stagione estiva e secca autunnale, riducendo i livelli della falda freatica e aumentando il rischio di incendi boschivi. Si stima che la perdita dei ghiacciai ridurrà anche il fascino visivo estetico che i ghiacciai forniscono ai visitatori.

### Clima

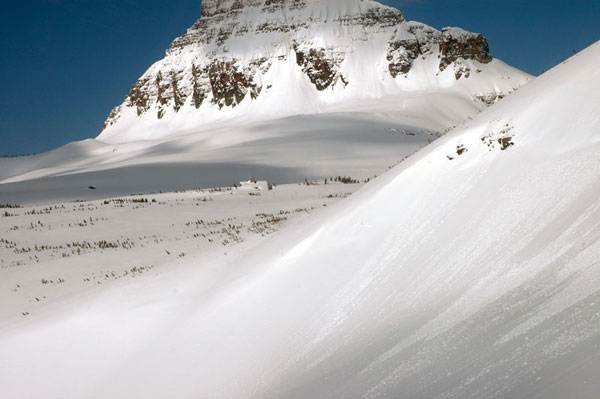
Il Big Drift che copre la Going-to-the-Sun Road il 23 marzo 2006

Poiché il parco si estende lungo il Continental Divide e ha più di 2 100 m di variazione di elevazione, nel parco si trovano molti climi e microclimi. Come con altri sistemi alpini, la temperatura media di solito scende all'aumentare dell'altitudine. Il lato occidentale del parco, nello spartiacque del Pacifico, ha un clima più mite e umido, grazie alla sua minore altitudine generale. Le precipitazioni sono prevalenti durante l'inverno e la primavera, con una media di 50-80 mm al mese; le nevicate possono verificarsi in qualsiasi periodo dell'anno, anche in estate, e soprattutto a quote più elevate. L'inverno può portare ondate di freddo prolungate, specialmente sul lato orientale del Continental Divide, che ha un'elevazione complessiva più elevata. Le nevicate sono significative nel corso dell'inverno, con il maggior accumulo che si verifica a ovest. Durante la stagione turistica, le alte temperature diurne hanno una media di 16-21 °C e le minime notturne di solito scendono nell'intervallo di 4 °C. Le temperature nel paese alto possono essere molto più fresche. Nelle valli più basse occidentali, le massime diurne in estate possono raggiungere i 30 °C.
Nella regione sono stati osservati rapidi cambiamenti di temperatura. A Browning, appena a est del parco nella riserva dei Piedi Neri, nella notte tra il 23 e il 24 gennaio 1916 si verificò un calo della temperatura record mondiale di 56 °C in sole 24 ore, quando i termometri precipitarono da 7 a -49 °C.
Il Parco nazionale dei ghiacciai ha un programma di ricerca globale cambiamenti climatici molto apprezzato: con un dipartimento a West Glacier e la sede principale localizzata a Bozeman, lo United States Geological Survey svolse ricerche scientifiche su studi specifici relativi ai cambiamenti climatici dal 1992. Oltre allo studio dei ghiacciai in ritirata, la ricerca svolta include studi di modellazione forestale in cui vengono analizzati l'ecologia del fuoco e le alterazioni dell'habitat. Inoltre, vengono documentati i cambiamenti nei modelli di vegetazione alpina, studi sui bacini idrografici in cui le portate e le temperature dei corsi d'acqua vengono registrate frequentemente in stazioni di misurazione fisse e ricerche atmosferiche in cui radiazioni UV-B, ozono e i gas atmosferici vengono analizzati nel tempo. La ricerca compilata contribuisce a una più ampia comprensione dei cambiamenti climatici nel parco. I dati raccolti, rispetto ad altre strutture sparse nel mondo, aiutano a correlare questi cambiamenti climatici su scala globale.
Si ritiene che la regione tutelata sia in buono stato di salute per quanto riguarda la qualità dell'aria e delle acque. Non esistono insediamenti densamente popolati nelle vicinanze della regione e gli effetti industriali sono ridotti al minimo a causa della scarsità di industrie e di altri potenziali agenti inquinanti. Ciò malgrado, alcune precipitazioni o nevicate hanno comunque arrecato alcuni piccoli danni derivanti da inquinamento alla purezza della acque lacustri: è possibile che anche gli incendi possano influire sulla qualità dell'acqua. In linea di massima, il livello di inquinamento può comunque considerarsi trascurabile e i laghi e i corsi d'acqua del parco hanno una valutazione della qualità dell'acqua di A-1, la più alta data dallo Stato del Montana.
| Dati climatici nel Parco nazionale dei ghiacciai (stazione situata a 961 m d'altezza) | Mesi | Mesi | Mesi | Mesi | Mesi | Mesi | Mesi | Mesi | Mesi | Mesi | Mesi | Mesi | Stagioni | Stagioni | Stagioni | Stagioni | Anno  |
| Dati climatici nel Parco nazionale dei ghiacciai (stazione situata a 961 m d'altezza) | Gen  | Feb  | Mar  | Apr  | Mag  | Giu  | Lug  | Ago  | Set  | Ott  | Nov  | Dic  | Inv      | Pri      | Est      | Aut      | Anno  |
| ------------------------------------------------------------------------------------- | ---- | ---- | ---- | ---- | ---- | ---- | ---- | ---- | ---- | ---- | ---- | ---- | -------- | -------- | -------- | -------- | ----- |
| T. media (°C)                                                                         | −4,1 | −3,1 | 1,0  | 5,6  | 10,9 | 14,3 | 18,3 | 17,6 | 12,4 | 5,7  | −0,2 | −4,2 | −3,8     | 5,8      | 16,7     | 6,0      | 6,2   |
| T. min. media (°C)                                                                    | −7,1 | −7,0 | −3,8 | −0,3 | 3,9  | 7,3  | 0,0  | 4,9  | 0,5  | −3,1 | −6,7 | 0,0  | −4,7     | −0,1     | 4,1      | −3,1     | −0,9  |
| T. max. assoluta (°C)                                                                 | −1,2 | 0,9  | 5,8  | 11,4 | 17,8 | 21,3 | 26,8 | 26,3 | 20,0 | 10,9 | 2,8  | −1,6 | 0,9      | 17,8     | 26,8     | 20,0     | 26,8  |
| T. min. assoluta (°C)                                                                 | −37  | −36  | −34  | −16  | −11  | −4   | −1   | −3   | −8   | −19  | −27  | −38  | −38      | −34      | −4       | −27      | −38   |
| Precipitazioni (mm)                                                                   | 90   | 55   | 66   | 55   | 67   | 97   | 35   | 30   | 50   | 77   | 82   | 82   | 227      | 188      | 162      | 209      | 786   |
| Giorni di pioggia                                                                     | 17,9 | 14,5 | 15,0 | 13,9 | 13,6 | 14,9 | 8,5  | 6,8  | 9,6  | 13,6 | 16,3 | 17,8 | 50,2     | 42,5     | 30,2     | 39,5     | 162,4 |
| Nevicate (cm)                                                                         | 81   | 41   | 36   | 7,9  | 1,3  | 0,0  | 0,0  | 0,0  | 0,0  | 5,1  | 41,0 | 80,0 | 202,0    | 45,2     | 0,0      | 46,1     | 293,3 |
| Giorni di neve                                                                        | 13,9 | 10,5 | 6,2  | 1,8  | 0,3  | 0,0  | 0,0  | 0,0  | 0,0  | 1,0  | 6,7  | 14,2 | 38,6     | 8,3      | 0,0      | 7,7      | 54,6  |

## Storia

### Le origini

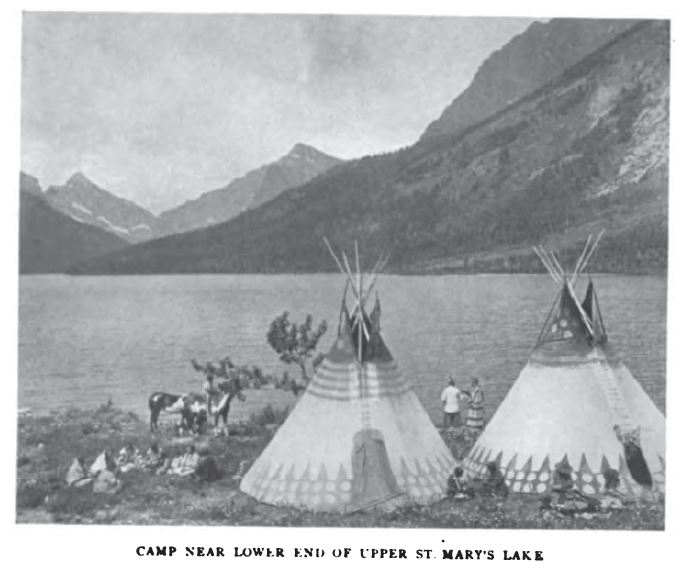
Accampamento dei Piedi Neri presso il lago St. Mary superiore, 1916 circa

Secondo le prove archeologiche, i nativi americani giunsero per la prima volta nei dintorni dei ghiacciai locali circa 10 000 anni fa e presentavano legami con le attuali tribù dei Salish, dei Kootenai, degli Scioscioni e dei Cheyenne. I Piedi Neri vivevano sulle pendici orientali di quello che in seguito divenne il parco, così come le grandi pianure immediatamente a est. La regione del parco ha fornito ai Piedi Neri riparo dai rigidi venti invernali delle pianure, consentendo loro di integrare la tradizionale caccia ai bisonti con altra carne di selvaggina. Oggi, la riserva indiana omonima a quella popolazione confina con il parco a oriente, mentre l'area protetta dei Salish e dei Kootenai è localizzata a ovest e a sud del parco. Quando la Riserva dei Piedi Neri fu istituita per la prima volta nel 1855 dal trattato Lame Bull, includeva l'area orientale dell'attuale parco fino al Continental Divide: per i pellerossa, le montagne di questa zona, specialmente il Chief e la regione nel sud-est a Two Medicine, erano considerate la "spina dorsale del mondo" e ci si recava in loco per la ricerca di visione. Nel 1895 Vitello Bianco, capo dei Piedi Neri, autorizzò la vendita dell'area montuosa, vasta grosso modo 3 200 km², al governo degli Stati Uniti per 1,5 milioni di dollari, con la consapevolezza che essi avrebbero mantenuto i diritti di sfruttamento della terra per la caccia fintanto che la striscia ceduta fosse divenuta "suolo pubblico degli USA". Sulla scia delle delimitazioni operate al tempo, si è tracciata l'odierna delimitazione tra parco e riserva.
(George Bird Grinnell (1901))
Durante l'esplorazione del fiume Marias nel 1806, la spedizione di Lewis e Clark arrivò a circa 80 km da quello che oggi è il parco. Una serie di esplorazioni dopo il 1850 contribuì a plasmare le conoscenze sull'area che in seguito divenne il parco; nel 1885 George Bird Grinnell assunse il noto esploratore (e in seguito autorevole autore) James Willard Schultz per guidarlo in una spedizione di caccia in quello che in seguito sarebbe diventato il parco. Dopo diversi altri viaggi nella regione, Grinnell fu così ispirato dallo scenario che trascorse i successivi due decenni lavorando all'istituzione di un luogo tutelato a livello nazionale: gli sforzi proseguirono all'inizio del Novecento, quando Grinnell figurava ancora come principale promotore di tale proposta. Pochi anni dopo la prima visita dello studioso appena citato, Henry Stimson e due compagni, tra cui un Piede Nero, scalarono la ripida parete est di Chief Mountain nel 1892.
Nel 1891 la Great Northern Railway attraversò il Continental Divide all'altezza del passo di Marias (1 589 m), che si trova lungo il confine meridionale del parco. Nel tentativo di incentivare l'utilizzo della ferrovia, l'azienda che vi aveva lavorato pubblicizzò presto al pubblico gli splendori della regione ed esercitò delle pressioni sul Congresso degli Stati Uniti, riuscendo, nel 1897, ad assistere alla designazione della zona oggi parco nazionale come riserva forestale. Assegnato quest'ultimo riconoscimento, l'estrazione mineraria risultava ancora consentita ma non ebbe un grande impatto commerciale. Al contempo, coloro che erano favorevoli a un'ulteriore protezione della regione proseguirono le loro campagne e nel 1910, sotto l'influenza del Boone and Crockett Club (un'associazione no profit), di George Bird Grinnell e di Louis W. Hill, presidente del Great Northern, fu presentato un disegno di legge al Congresso volto a rendere la regione parco nazionale. L'iter parlamentare culminò con la promulgazione della norma da parte del presidente William Howard Taft nel 1910. Nel medesimo anno, Grinnell riportava: "Questo parco, il paese lo deve al Boone and Crockett Club, i cui membri che scoprirono la regione suggerirono di tenere in considerazione l'idea, consentirono l'introduzione del disegno di legge al Congresso e risvegliarono l'interesse sulla stessa in tutto il Paese".
Da maggio ad agosto 1910, il supervisore della riserva forestale, Fremont Nathan Haines, gestì le risorse del parco come primo sovrintendente ad interim, prima che gli subentrasse a pieno titolo William Logan. Mentre la designazione di riserva forestale confermò i tradizionali riconosciuti ai Pieri Neri, quella del parco nazionale non fa alcun riferimento ai nativi americani. La posizione di Washington, secondo cui con la designazione speciale di parco nazionale le montagne avessero perso il proprio "status di suolo pubblico" e i precedenti diritti, fu avallata la Corte dei reclami nel 1935. Alcuni Piedi Neri, da par loro, ritenevano che i diritti tradizionalmente riconosciuti esistessero ancora de iure. Negli anni novanta dell'Ottocento, lo scoppio di rivolte armate dovette essere scongiurato in più di un'occasione.
La Great Northern Railway, sotto la supervisione del presidente Louis W. Hill, costruì un certo numero di hotel e chalet in tutto il parco negli anni 1910 per promuovere il turismo: gli edifici, costruiti e gestiti da una filiale del Great Northern chiamata Glacier Park Company, vennero progettati sul modello delle architetture svizzere come parte del piano di Hill di elevare il sito al livello di una "Svizzera americana". Hill era particolarmente interessato a promuovere la presenza di artisti che si recassero nel parco, costruendo a tal scopo alloggi turistici che mostrassero il loro lavoro. I suoi hotel nel parco non realizzarono mai profitti di un certo spessore, ma attirarono migliaia di visitatori che venivano dal Grande Nord. I vacanzieri, di solito, facevano viaggi a cavallo tra i lodge o utilizzavano i percorsi stagionali delle diligenze per accedere alle zone di Many Glacier a nord-est.

### Istituzione legislativa

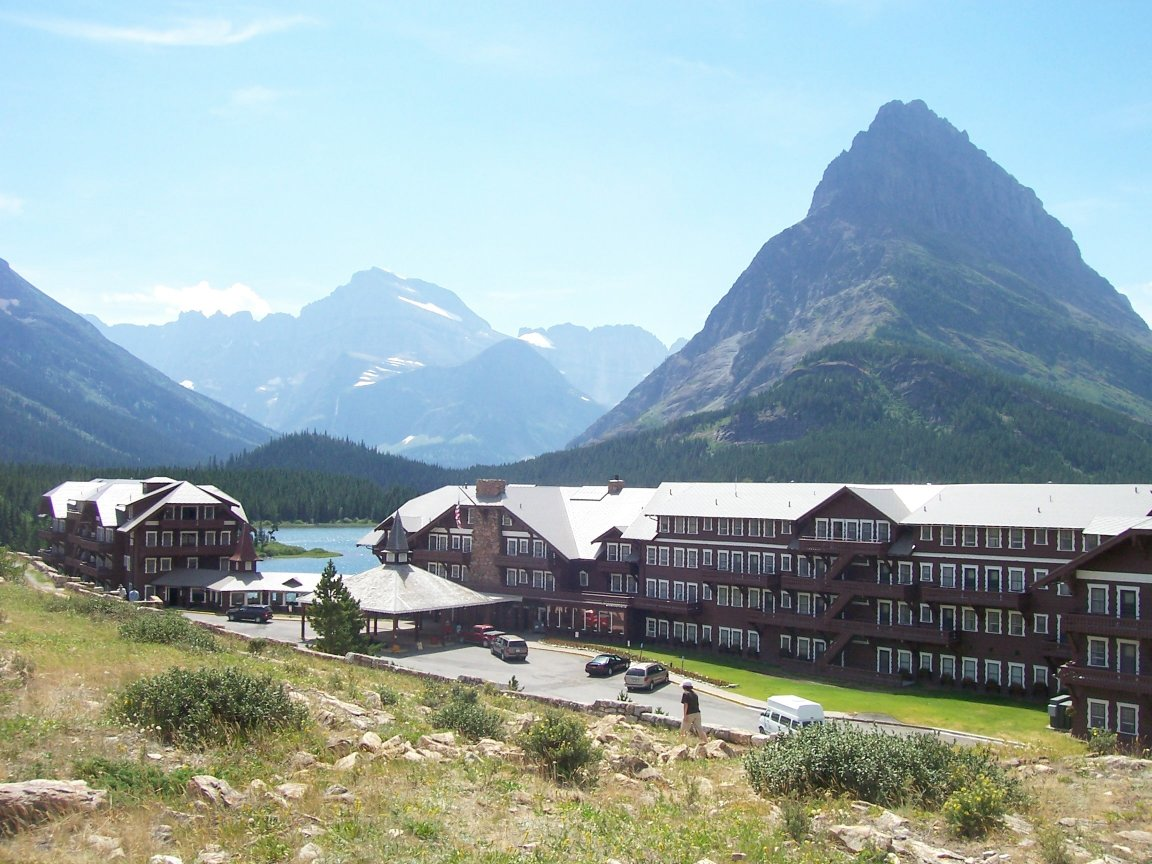
Il Many Glacier Hotel sul lago Swiftcurrent

Gli chalet, costruiti tra il 1910 e il 1913, includevano Belton, St. Mary, Going-to-the-Sun, Many Glacier, Two Medicine, Sperry, Granite Park, Cut Bank e lago Gunsight. La ferrovia consentì inoltre la costruzione del lodge Glacier Park, adiacente al parco sul lato orientale, e l'albergo Many Glacier, localizzato sulla sponda orientale del lago Swiftcurrent. Louis Hill curò personalmente il posizionamento di tutte le strutture, basandosi sulla spettacolarità dei paesaggi. Un altro collaboratore, John Lewis, costruì l'hotel Lewis Glacier sul lago McDonald nel 1913-1914: la Great Northern Railway lo rilevò nel 1930 e lo ribattezzò in un secondo momento come lodge del lago McDonald. Alcuni degli chalet si trovavano in località remote dell'entroterra, accessibili solo tramite sentiero: è il caso di Sperry, Granite Park e Belton, gli unici ancora attivi raggiungibili soltanto percorrendo vie impervie. Gli chalet e gli hotel sopravvissuti all'interno del parco sono ora catalogati come monumenti storici nazionali, mentre 350 tra edifici e strutture all'interno del parco sono elencati nel registro nazionale dei luoghi storici, tra cui stazioni dei guardiaparchi, cabine di pattuglia, vedette antincendio e costruzioni destinate ad altro scopo.
Dopo che il parco prese forma e i visitatori cominciarono a utilizzare più spesso le automobili, sono stati avviati i lavori sulla via Going-to-the-Sun, lunga 85 km e completata nel 1932. Conosciuta anche semplicemente come Sun Road, la strada taglia in due il parco e costituisce l'unico percorso che si avventura in zone incontaminate, superando il Continental Divide all'altezza del passo di Logan (2 026 m). Pure il tracciato stradale è elencato nel registro nazionale dei luoghi storici e, nel 1985, è stato designato come monumento storico nazionale dell'ingegneria civile. Un altro percorso, il quale procede lungo il confine meridionale tra il parco e le foreste nazionali, è la US Route 2, che attraversa il Continental Divide presso il passo di Marias e collega le città di West Glacier ed East Glacier.
Il Civilian Conservation Corps (CCC), un'agenzia creata nel periodo del New Deal allo scopo di fornire assistenza ai giovani, giocò un ruolo fondamentale tra il 1933 e il 1942 nello sviluppo sia del parco dei ghiacciai sia di quello di Yellowstone. I progetti del CCC includevano il rimboschimento, il potenziamento dei siti idonei a consentire il campeggio, la costruzione di sentieri, la riduzione e la prevenzione del rischio di incendi. L'aumento del traffico automobilistico attraverso il parco durante gli anni 1930 portò alla costruzione di nuove strutture in concessione allo Swiftcurrent e al Rising Sun, entrambi pensati per il turismo automobilistico e annoverati nel registro nazionale.

### Gestione odierna

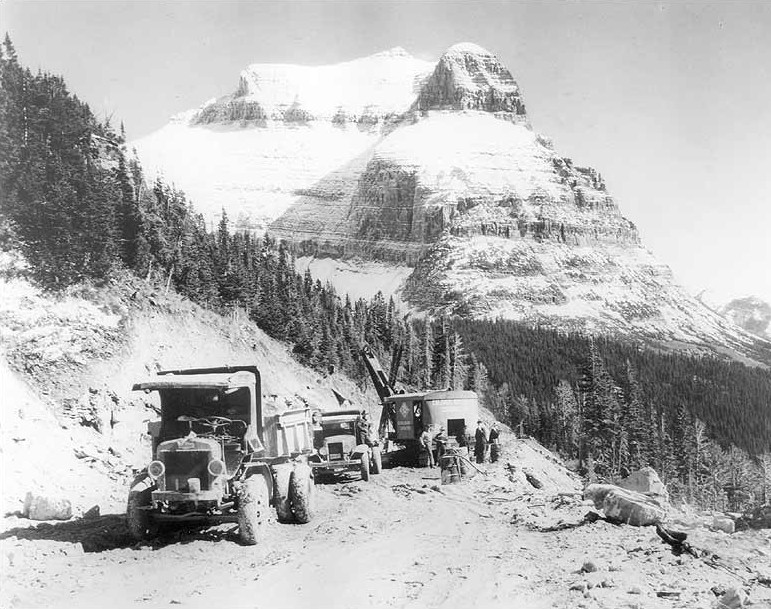
Costruzione di strade lungo la via Going-to-the-Sun con il monte omonimo sullo sfondo, 1932

L'Organic Act del 25 agosto 1916 istituì il National Park Service in qualità di agenzia federale: fu questa a essere responsabile del sito dal XX secolo. Nell'atto istitutivo si leggeva che l'ente doveva perseguire il compito "di promuovere e regolamentare l'uso dei [...] parchi nazionali [...] il cui scopo è preservare il paesaggio e la natura e gli oggetti storici e la fauna selvatica in essi contenuta e per provvedere al godimento degli stessi in modo e con mezzi tali da lasciarli intatti per il godimento delle generazioni future". Stando a quanto recitava l'atto, la caccia è illegale nel parco, così come l'estrazione mineraria, il disboscamento, la rimozione di risorse naturali o culturali, l'esplorazione petrolifera e del gas naturale. Queste restrizioni, tuttavia, hanno causato molti conflitti con l'adiacente riserva indiana dei Piedi Neri. Quando essi vendettero la terra al governo degli Stati Uniti, fu con la stipula di mantenere i loro diritti di utilizzo dell'area, molti dei quali (come la caccia) stridevano con queste normative.
Nel 1974 è stato presentato al Congresso uno studio ambientale che ha identificato il 95% dell'area del parco come idoneo a permettere la sopravvivenza del naturale ecosistema. A differenza di alcuni altri parchi, tale sito non gode ancora della protezione come wilderness.
La tutela del sito da parte dell'ente responsabile è diventata ancora più importante da quando, nel 1995, l'UNESCO l'ha dichiarato patrimonio dell'umanità. La sede locale del National Park Service, localizzata a West Glacier, nello Stato del Montana, si occupa della supervisione e della registrazione degli afflussi di persone, salite nel corso del terzo millennio. In previsione del 100º anniversario del parco, nel 2010, è stata completata una massiccia opera di ricostruzione della via Going-to-the-Sun. La Federal Highway Administration ha supervisionato il progetto di ricostruzione in collaborazione con il National Park Service. Alcune riabilitazioni di strutture importanti come i centri visitatori e gli hotel storici, così come i miglioramenti negli impianti di trattamento delle acque reflue e nei campeggi, dovrebbero essere completati entro la data dell'anniversario. Il National Park Service è impegnato in studi sulla pesca per il lago McDonald allo scopo di valutare lo stato e sviluppare programmi di protezione per migliorare le popolazioni ittiche autoctone. Il restauro dei sentieri del parco, i programmi educativi e per i giovani, i miglioramenti apportati in riferimento ai sentieri e molti programmi comunitari sono stati pianificati e sono in corso.

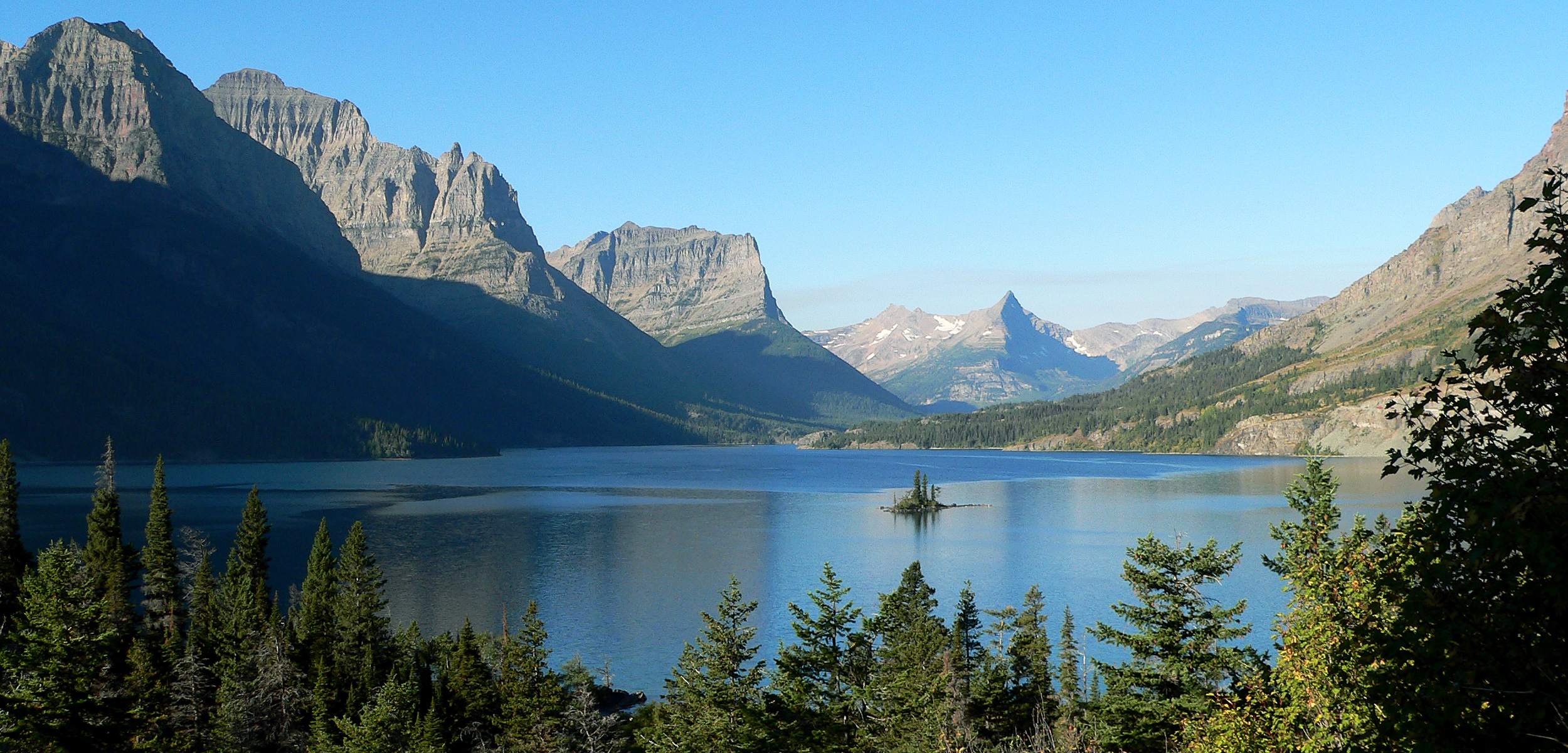
Il lago Saint Mary e l'isola Wild Goose

Nel 2017 lo chalet Sperry, che rientrava le strutture edificate nei primi decenni del secolo scorso, ha chiuso anticipatamente per la stagione per via del grande incendio che ha mandato in fiamme tutte le sale interne della struttura, lasciando solo l'esterno in pietra in piedi. A causa dei danni, lo chalet è rimasto chiuso a tempo indeterminato, con la muratura esterna che è stata sistemata solo nell'autunno del 2017: la chiusura dei lavori era prevista per il 2018 o del 2019, con una riapertura da eseguire nel miglior caso nel luglio del 2020.
Il totale di introiti incassato nel 2016 ammontava a 13,803 milioni di dollari, quello dell'anno successivo è invece sceso leggermente a 13,777 milioni. Il numero dei visitatori recatisi in visita nel sito naturale si è attestato intorno ai circa 3,5 milioni nel 2019, superando il precedente picco del 2017 di 3,31 milioni. I turisti si sono attestati dal 2012 sempre al di sopra dei 2 milioni e il dato è cresciuto con netta costanza dal 2014 al 2018. Le statistiche hanno subito un drastico calo per via della pandemia di COVID-19: le restrizioni oggi in vigore impongono l'uso di mascherine chirurgiche in luoghi chiusi sia per il personale sia per i turisti, l'accesso a un numero limitato di estranei e solo da ingressi prestabiliti (su quest'ultimo punto l'ente si sta muovendo per ripristinare lo status del 2019, riaprendo l'accesso orientale dall'estate del 2021).

## Ambiente naturale

### Flora

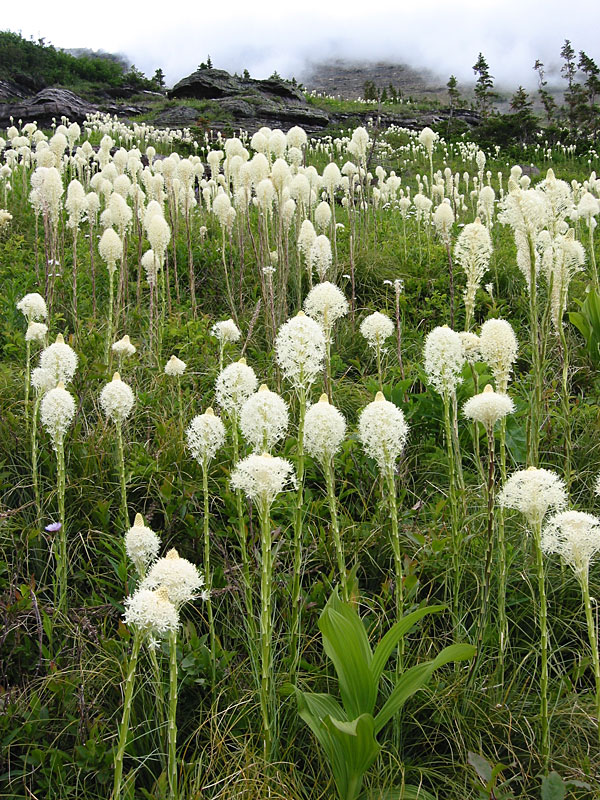
Fiori di montagna del genere xerophyllum tenax, molto comuni in tutto il parco

Il parco abbraccia un grande ecosistema ben preservato: praticamente tutte le piante e gli animali che esistevano all'epoca in cui gli esploratori europei fecero il loro accesso per la prima volta nella regione sono infatti ancora presenti oggi.
In tutto il sito sono state identificate oltre 1 132 specie vegetali. La foresta, prevalentemente composta da conifere, ospita tra gli altri alberi il peccio di Engelmann (Picea engelmannii), l'abete di Douglas (Pseudotsuga menziesii), l'abete delle rocce (Abies lasiocarpa), il pino flessibile (Pinus flexilis) e il larice occidentale (Larix occidentalis), che è deciduo e produce coni perdendo i suoi aghi ogni autunno. Vari generi di pioppi (Aegiros e Populus tremuloides) sono gli alberi decidui più comuni e si trovano a quote più basse, di solito lungo laghi e torrenti. La linea degli alberi sul lato orientale del parco è di 244 m inferiore rispetto al lato occidentale del Continental Divide a causa dell'esposizione ai venti più freddi e alle condizioni meteorologiche delle Grandi Pianure; a ovest del Continental Divide, la foresta risente di più dell'umidità ed è più protetta dall'inverno, risultando in una foresta più densamente popolata con alberi più alti. Al di sopra delle valli boscose e dei pendii montuosi, prevalgono le condizioni della tundra alpina, con erbe e piccole piante che sopravvivono in una regione che gode di appena tre mesi senza copertura nevosa. Trenta specie di piante sono endemiche o presenti solo nelle foreste nazionali circostanti. Il cosiddetto beargrass, un'altra specie di fiore di montagna, si trova comunemente vicino a fonti di umidità ed è relativamente diffusa nei mesi di luglio e agosto. Anche fiori selvatici come il fiore di scimmia (Mimulus), il giglio (Lilium), il camenèrio, la balsamorhiza e il pennello indiano (Castilleja) risultano comuni.
Le sezioni boscose rientrano in tre principali zone climatiche. L'Ovest e il Nord-ovest sono dominati da abeti rossi (Picea abies) e picea × lutzii, il Sud-ovest da cedri rossi occidentali (Thuja plicata) e tsughe (Tsuga); le aree a est del Continental Divide formano una combinazione di zone miste di pini, abeti rossi, abeti e praterie. I boschi di conifere lungo la valle del lago McDonald costituiscono l'esempio più orientale di questo ecosistema climatico del Pacifico.
I gruppi di pini dalla corteccia bianca (Pinus albicaulis) sono stati gravemente danneggiati a causa degli effetti della ruggine vescicolosa (Cronartium ribicola), un fungo non nativo: si pensi che la propagazione ha raggiunto un'estensione tale che il 30% dei pini a corteccia bianca è morto e oltre il 70% degli alberi rimanenti è attualmente infetto nella zona. Il pino bianco fornisce un seme di pigna ad alto contenuto di grassi, comunemente noto come pinolo, che costituisce il cibo preferito dello scoiattolo rosso e della nocciolaia di Clark. Sia i grizzly sia gli orsi neri sono noti perché cacciano i depositi di scoiattoli di pinoli, uno dei loro cibi preferiti. Tra il 1930 e il 1970, gli sforzi per controllare la diffusione della ruggine vescicale non hanno riscontrato successo e appare purtroppo al momento difficilmente arginabile la continua distruzione dei pini a corteccia bianca, con conseguenti impatti negativi sulle specie dipendenti.

### Fauna

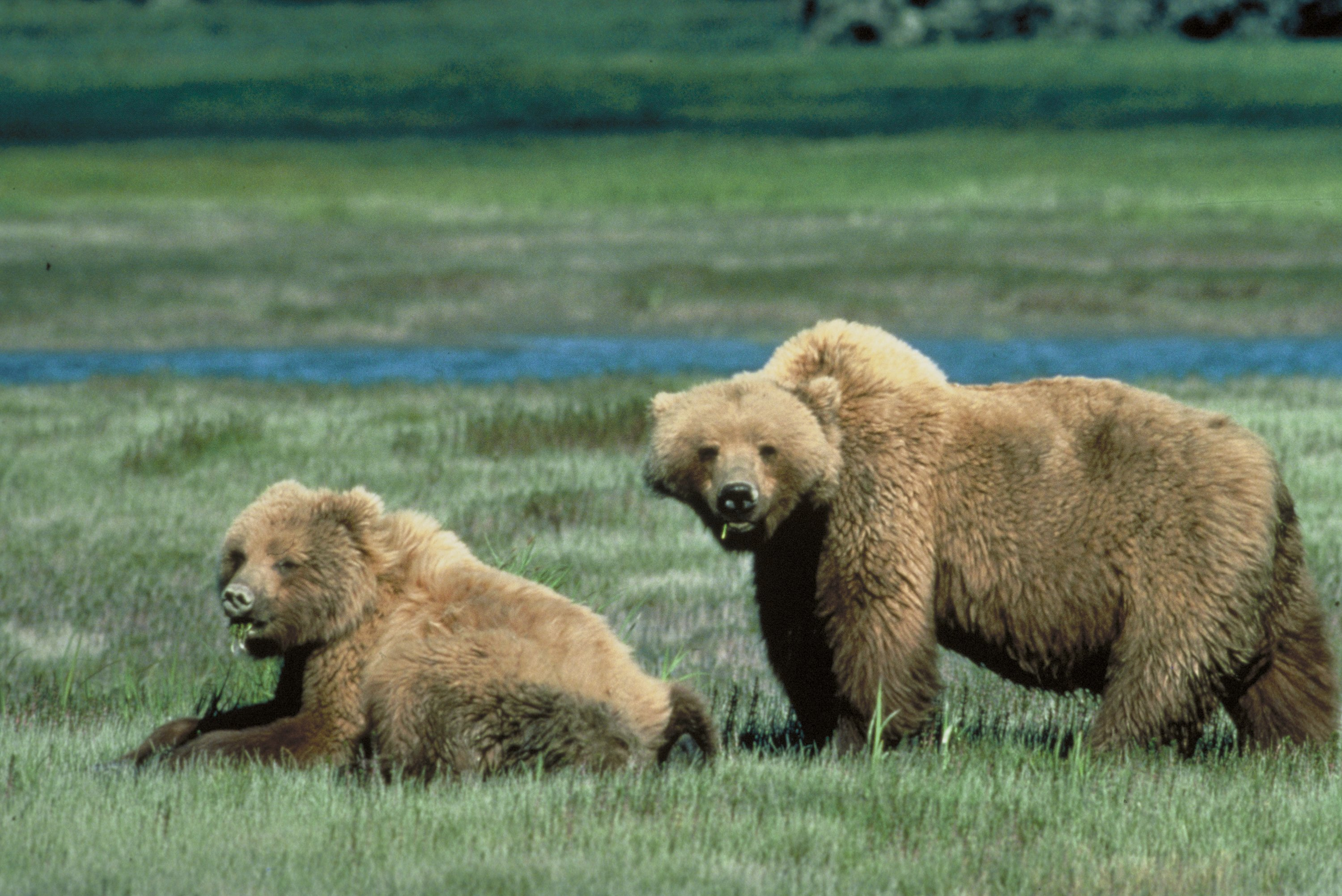
Circa 300 orsi grizzly erano presenti nel parco nel 2019

Praticamente tutte le specie vegetali e animali storicamente conosciute, con l'eccezione del bisonte (Bison bison bison) e dei caribù dei boschi (Rangifer tarandus), sono ancora presenti, circostanza che consente ai biologi di studiare e approfondire un ecosistema tutto sommato abbastanza intatto. Si rintracciano in sostanza due specie di mammiferi in pericolo, l'orso grizzly (Ursus arctos horribilis) e la lince canadese (Lynx canadensis). Anche se il loro numero rimane in linea ai livelli storici, entrambi sono indicati come minacciati perché in quasi tutte le altre regioni degli Stati Uniti, al di fuori dell'Alaska, la loro presenza sta andando scarseggiando rispetto ai secoli scorsi. In media, ogni anno si verificano uno o due attacchi di orso ai danni dell'uomo; dalla creazione del parco nel 1910, si conta un totale di dieci morti legate ai plantigradi. Il numero di grizzly e linci nel parco non è noto per certo, sebbene i biologi del parco avessero stimato nel 2019 che circa 900 orsi fossero presenti nel parco (il totale non ha subito grandi variazioni dal 2008 e include anche gli orsi neri (Ursus americanus)); i tentativi di enumerare le linci presenti appaiono ancora in corso, ma in compenso gli etologi stanno trovando particolarmente funzionale l'impiego di telecamere e altri supporti tecnologici allo scopo di monitorare il comportamento dei felini. Un altro studio ha indicato che il ghiottone (Gulo gulo), un altro mammifero molto raro nei 48 Stati inferiori, vive anche in zona. Altri mammiferi come la capra delle nevi (Oreamnos americanus), tra l'altro simbolo ufficiale del parco, la pecora delle Montagne Rocciose (Ovis canadensis), l'alce (Alces alces), il wapiti (Cervus elaphus canadensis), il cervo mulo (Odocoileus hemionus), la moffetta comune (Mephitis mephitis), il cervo dalla coda bianca (Odocoileus virginianus), la lince rossa (Lynx rufus), il coyote (Canis latrans) e il puma settentrionale (Puma concolor couguar) risultano ben distribuiti nell'area protetta. Diversamente dal Parco nazionale di Yellowstone, che ha dovuto implementare il lupo delle Montagne Rocciose settentrionali (Canis lupus irremotus) nel programma di reintroduzione negli anni 1990, si ritiene che questa specie abbia ricolonizzato naturalmente la zona dei ghiacciai al confine con il Canada negli anni 1980. Delle 62 specie di mammiferi a oggi documentate risultano inclusi anche il tasso argentato (Taxidea taxus), lo scoiattolo rosso (Sciurus vulgaris), la lontra di fiume nordamericana (Lontra canadensis), l'ursone (Erethizon dorsatum), il visone americano (Neovison vison), la martora americana (Martes americana), la martora di Pennant (Pekania pennanti), due varianti di marmotte, sei specie di pipistrelli e numerosi altri esemplari di piccola taglia.

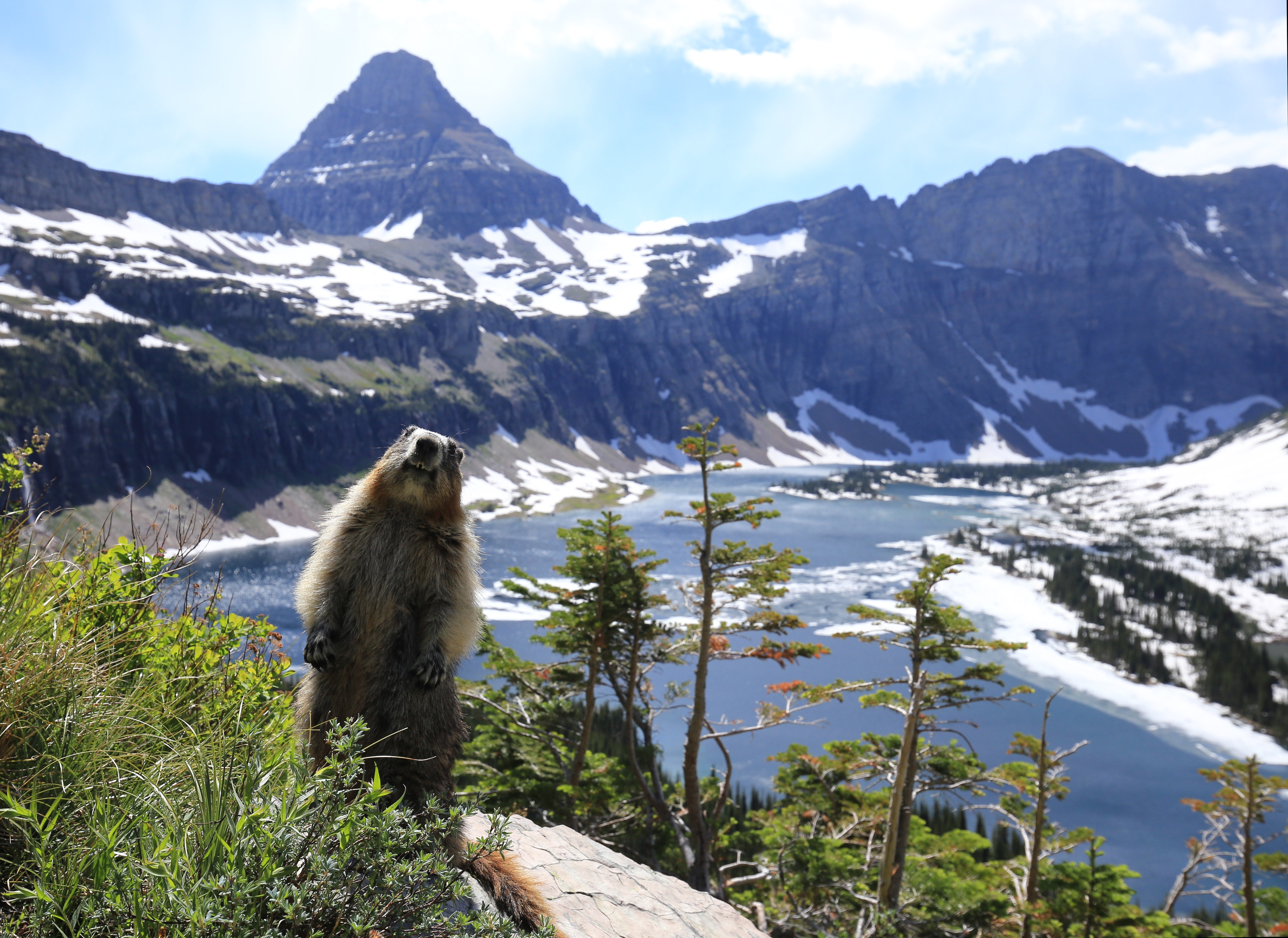
Una marmotta con il lago Hidden sullo sfondo

Si annoverano oltre 260 specie di uccelli, tra cui rapaci quali l'aquila di mare testabianca (Haliaeetus leucocephalus), l'aquila reale (Aquila chrysaetos), il falco pellegrino (Falco peregrinus), il falco pescatore (Pandion haliaetus) e diverse specie di poiane residenti per tutti i mesi dell'anno. La moretta arlecchina (Histrionicus histrionicus) è una specie colorata di uccelli acquatici che si rintraccia nei laghi e nei corsi d'acqua: altri esemplari presenti in tale areale sono l'airone azzurro maggiore (Ardea herodias), il cigno minore (Cygnus columbianus), l'oca del Canada (Branta canadensis) e il fischione americano (Mareca americana). Il gufo della Virginia (Bubo virginianus), la nocciolaia di Clark (Nucifraga columbiana), la ghiandaia di Steller (Cyanocitta stelleri), il picchio pileato (Dryocopus pileatus) e il beccofrusone dei cedri (Bombycilla cedrorum) trovano rifugio nelle fitte foreste lungo i versanti delle montagne e, ad altitudini più elevate, gli incontri con specie ornitologiche più probabili possono riguardare la pernice coda bianca (Lagopus leucura), passerellidi (Passerellidae) e leucosticti (Leucosticte). La nocciolaia di Clark è meno abbondante rispetto agli anni passati a causa del calo del numero dei pini dalla corteccia bianca.
A causa del clima più freddo, i rettili ectotermici sono quasi assenti, eccezion fatta, per quanto si sa fino a oggi, per due specie di serpente giarrettiera e della tartaruga palustre dipinta (Chrysemys picta). Per motivi simili, si ha notizia di sole sei specie di anfibi, sebbene presenti in gran numero. Dopo un incendio boschivo nel 2001, alcune strade del parco sono state temporaneamente chiuse l'anno successivo per consentire a migliaia di rospi boreali (Anaxyrus boreas) di migrare in altre aree.
Un totale di 23 specie ittiche risiede nelle acque del parco e le specie di selvaggina autoctona che si trovano nei laghi e nei torrenti includono la trota iridea golarossa (Oncorhynchus clarkii), il luccio (Esox lucius), i coregoni (Coregonus macrophthalmus), salmone rosso (Oncorhynchus nerka) e il temolo artico (Thymallus arcticus). Il ghiacciaio ospita anche la trota toro (Salvelinus confluentus), una specie in pericolo e la cui pesca è vietata e deve essere ributtata in acqua se inavvertitamente catturata. L'introduzione nei decenni precedenti della trota di lago americana (Salvelinus namaycush) e altre specie ittiche non autoctone ha avuto un forte impatto negativo, in particolare con riferimento alla trota toro e la trota iridea nel versante ovest.

### Incendi

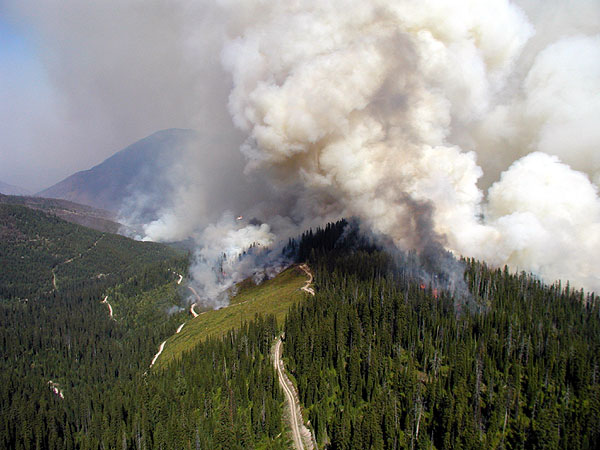
Incendio in corso nel parco: le fiamme hanno bruciato il 13% del parco nel 2003

Gli incendi boschivi costituiscono da molti decenni una minaccia per aree protette come foreste e parchi: per comprendere meglio la portata del fenomeno, si deve tenere presente che è a seguito degli anni 1960 che i roghi si sono moltiplicati. Le precedenti politiche di soppressione hanno inoltre imprudentemente optato per l'accumulo di alberi e piante morti e in decomposizione, rendendo agevole la diffusione delle fiamme. Molte specie vegetali e animali, perlopiù rispettivamente di erbe alte qualche centimetro o mammiferi di piccola taglia, si sono però invero adattate al contesto, in maniera tale da poter comunque rigenerarsi dopo gli incendi. Il Parco nazionale dei ghiacciai ha un piano di gestione che garantisce che i roghi causati dall'uomo siano spenti quanto prima possibile. Nel caso di incendi naturali, le fiamme vengono monitorate e la soppressione dipende dalle dimensioni e dalla minaccia che queste possono rappresentare per la sicurezza umana e delle strutture.
L'aumento demografico, unito alla crescita delle aree suburbane vicino ai parchi, ha portato allo sviluppo di ciò che è noto in inglese come Wildland Urban Interface Fire Management, ossia un programma di gestione del parco con i responsabili di proprietà adiacenti per migliorare la sicurezza e la prevenzione, per quanto possibile, degli incendi: una simile strategia di approccio è tipica anche di altre aree protette. Nell'ambito di questo programma, le case e le strutture vicino al parco sono progettate per essere più resistenti al fuoco, mentre gli alberi morti e caduti vengono rimossi dai luoghi vicini all'abitazione umana, riducendo il carico di carburante disponibile e il rischio di roghi catastrofici. La prevenzione sopraccitata, nello specifico, riguarda la segnalazione dei rischi cui possono andare incontro proprietari di immobili e visitatori in determinati archi temporali nel corso dell'anno. Il parco ha una media di 14 incendi con 20 km² bruciati ogni dodici mesi. Nel 2003 una superficie di 550 km² nel parco subì le fiamme dopo un lustro di siccità e una stagione estiva quasi priva di precipitazioni: si trattò del più vasto rogo dall'istituzione della zona protetta nel 1910.

## Turismo

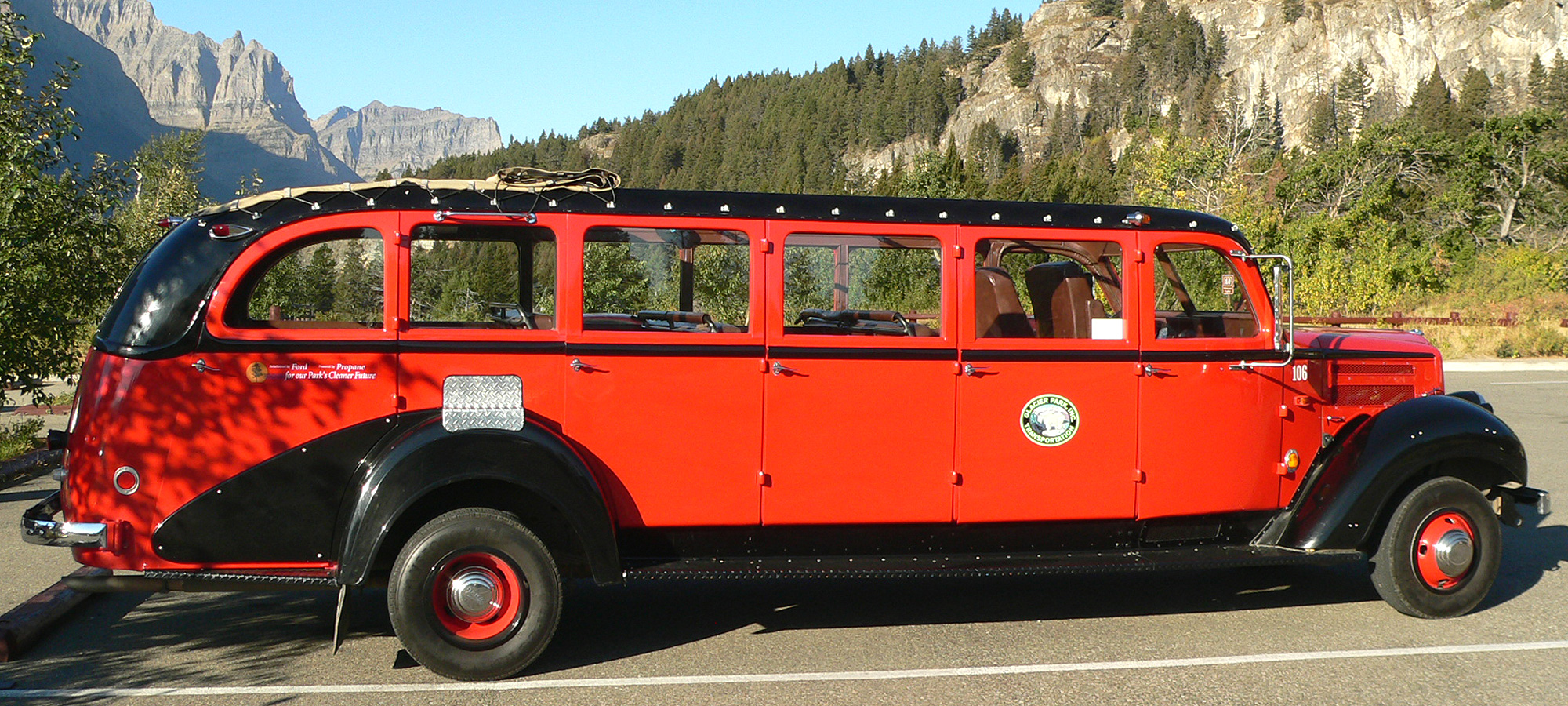
Bus turistico in stile storico nel parco

I ghiacciai sono distanti dalle principali città: l'aeroporto più vicino è quello di Kalispell, a sud-ovest dell'area protetta. I treni Amtrak fermano a East e West Glacier e a Essex. Una flotta di autobus restaurati degli anni 1930 della White Motor Company, detti Red Jammers, offre tour su tutte le strade principali del parco. I conducenti degli autobus sono chiamati Jammers, ovvero letteralmente improvvisatori, a causa dell'inceppamento delle marce che in precedenza si verificava durante il funzionamento dei veicoli. I mezzi turistici sono stati ricostruiti nel 2001 dalla casa automobilistica della Ford rimuovendo dal telaio originale i pezzi e piazzandoli sui moderni telai dei furgoni Ford E-Series. Sono stati anche convertiti in modo tale da funzionare a propano e ridurre il loro impatto ambientale, ma si prevede la loro sostituzione in futuro con mezzi a motore elettrico.
Delle barche storiche in legno accessibili ai turisti, alcune delle quali risalenti agli anni 1920, operano su alcuni dei laghi più grandi. Molte di queste imbarcazioni hanno continuato a operare nel parco ininterrottamente dal 1927 e hanno una capienza di 80 passeggeri: i frequenti interventi di restauro hanno subito una battuta d'arresto nel 2020 a causa della pandemia di COVID-19. Tre di queste vecchie imbarcazioni di decenni sono state aggiunte al registro nazionale dei luoghi storici nel gennaio 2018.
L'escursionismo è una popolare attività ricreativa: oltre la metà dei visitatori del parco dichiara di aver eseguito almeno un tratto dei circa 1 127 km di sentieri presenti nella zona protetta. 177 chilometri del percorso panoramico noto come Continental Divide Trail attraversano il parco da nord a sud, con alcuni percorsi alternativi siti a quote inferiori quando i passi più alti sono chiusi per neve. Il Pacific Northwest National Scenic Trail, lungo 1 931 km e scelto da chi vuole ammirare gli ambienti naturali offerti da Idaho, Montana e Washington, interseca il parco per 84 km in direzione est-ovest.
I cani non sono ammessi sui sentieri del parco a causa della presenza di orsi e di altri grandi mammiferi; si possono invece portare nei campeggi di campagna, a cui è possibile accedere con un veicolo e lungo le strade asfaltate.
Si può scegliere di intraprendere diverse escursioni dalla durata di un giorno nel parco. Il campeggio in campagna è consentito nei campeggi lungo i sentieri, previo permesso che può essere ottenuto da alcuni centri visitatori o concordato in anticipo. Gran parte dell'entroterra del ghiacciaio è di solito inaccessibile agli escursionisti fino all'inizio di giugno a causa del manto nevoso accumulato e del rischio di valanghe, e molti sentieri ad altitudini più elevate rimangono innevati fino a luglio. Esistono aree di campeggio che consentono l'accesso ai veicoli in tutto il parco e generalmente aperte da metà giugno a metà settembre, la maggior parte dei quali vicino ai laghi più grandi. I campeggi a St. Mary e ad Apgar sono aperti tutto l'anno, ma le condizioni non sono ottimali in bassa stagione, poiché i servizi igienici risultano chiusi e non c'è acqua corrente. Sono invece disponibili la guida e i servizi navetta.
Il parco attrae molti alpinisti interessati a scalare le vette facenti parte del sovrascorrimento di Lewis. La letteratura fondamentale relativa all'arrampicata nel parco, A Climber's Guide to Glacier National Park, è stata scritta da J. Gordon Edwards nel 1961, con l'ultima edizione pubblicata nel 1995. La Glacier Mountaineers Society incoraggia l'arrampicata in loco assegnando premi a quegli alpinisti che si inerpicano su tutte e cinque le come più alte di 3 000 m.
Alcuni dei migliori luoghi per effettuare la pesca con la mosca del Nord America si trovano nei torrenti che scorrono nel Parco nazionale dei ghiacciai. Non è richiesto un permesso speciale per accedere alle acque del parco, ma la trota toro, specie in pericolo, se pescata va rilasciata immediatamente in acqua; di recente, il regolamento ha subito delle modifiche, in virtù delle quali tutti i pesci autoctoni catturati devono essere rilasciati. Non vige un limite giornaliero di cattura o di possesso per le specie ittiche non autoctone nel parco.
Le attività ricreative invernali a Glacier sono abbastanza limitate: la motoslitta è illegale ovunque, mentre lo sci di fondo è consentito nelle valli a bassa quota, lontano dalle zone a rischio di valanga.

## Galleria d'immagini

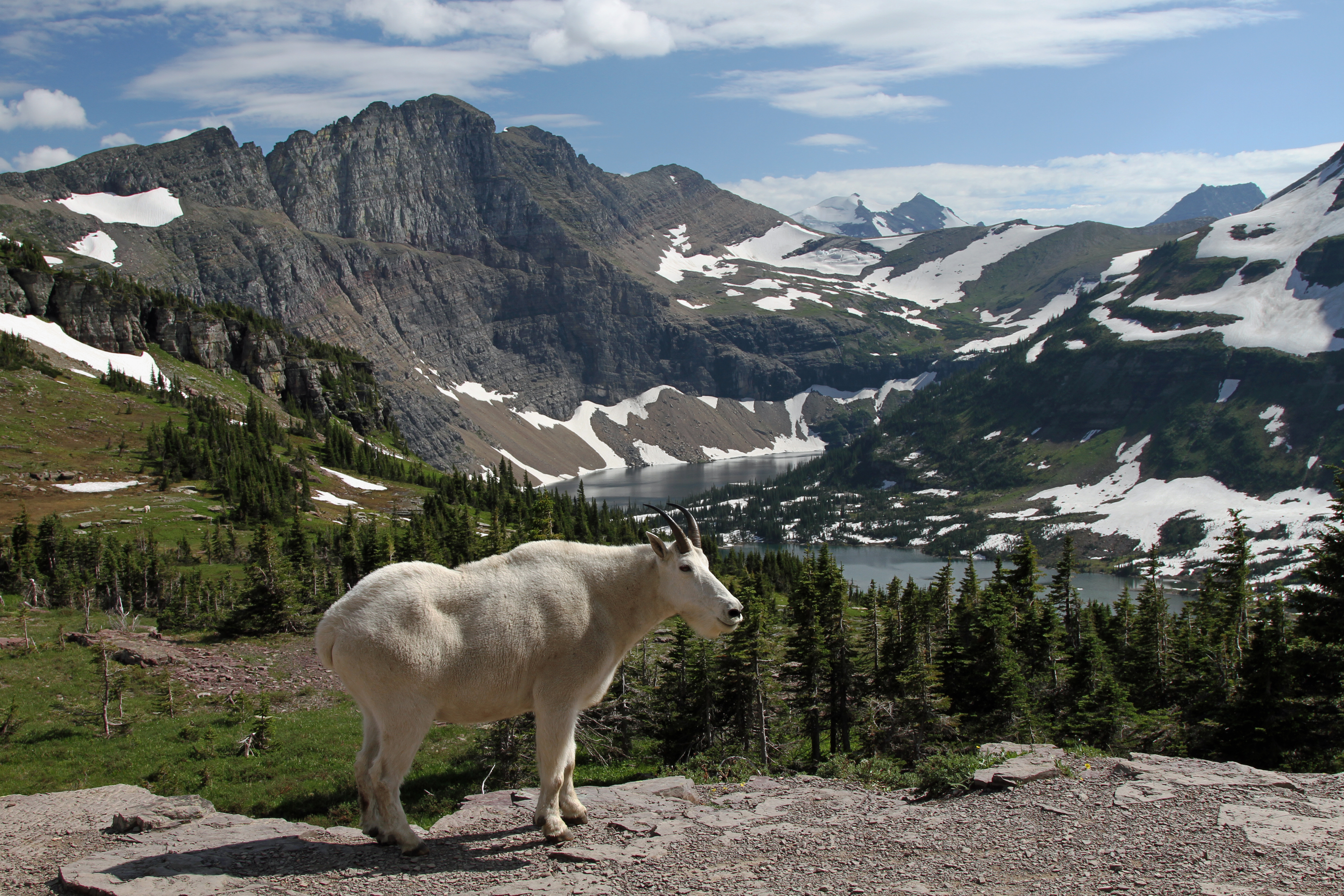
Capra delle nevi nel parco con il lago Hidden sullo sfondo
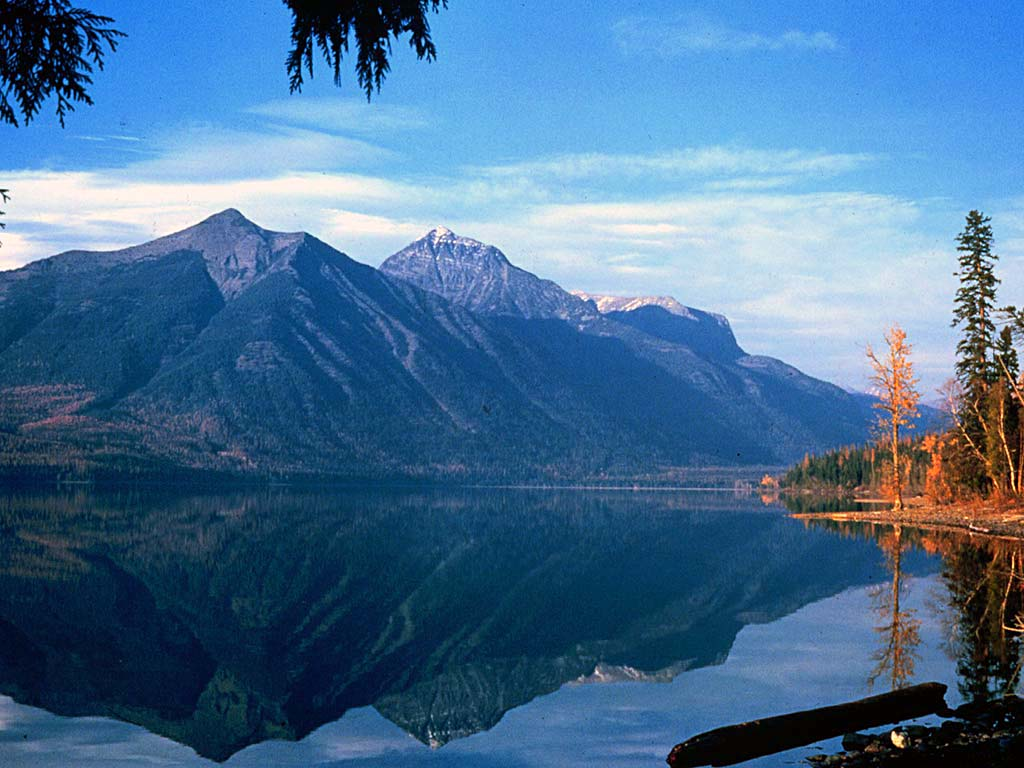
Lago McDonald
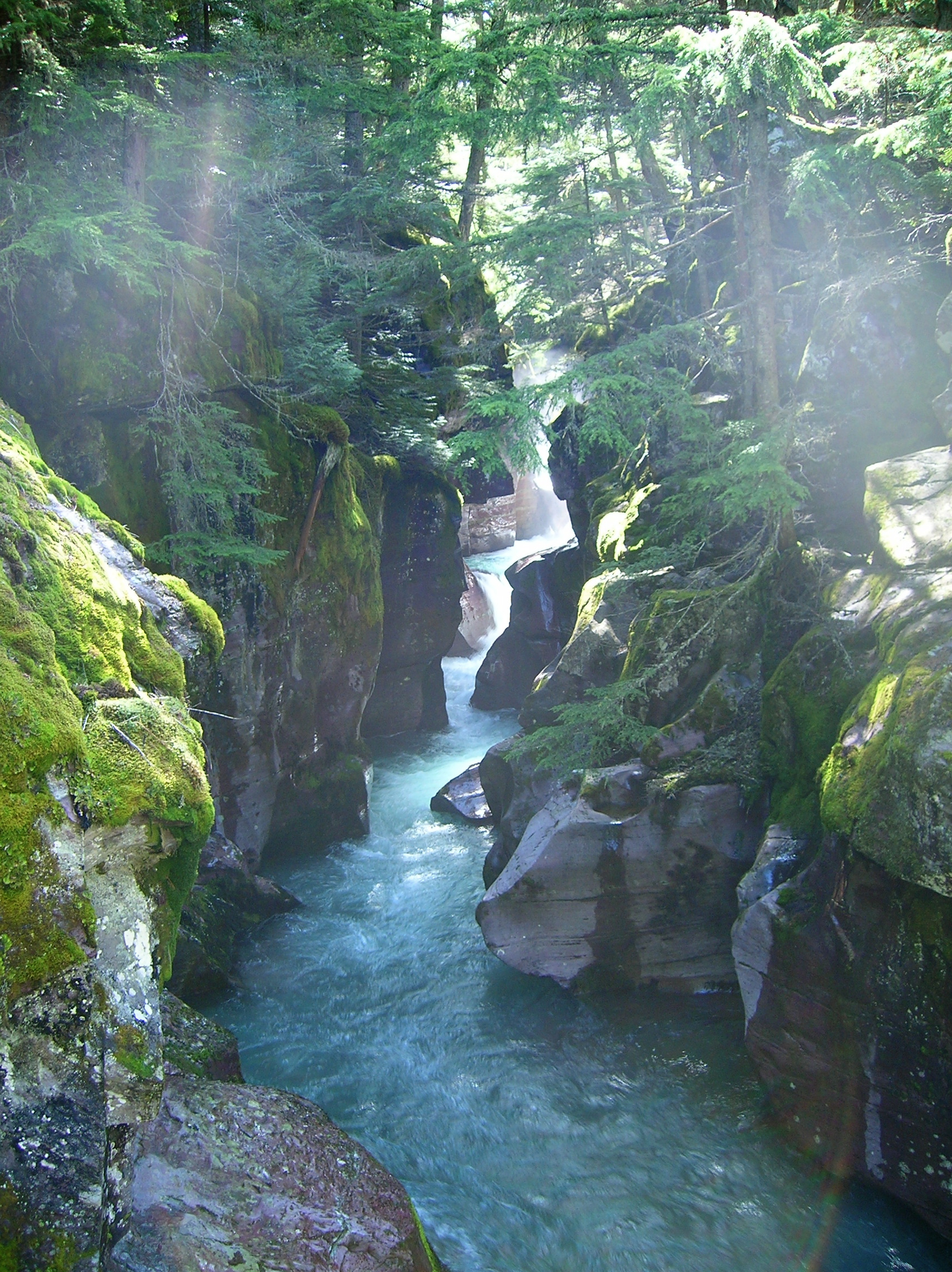
Il torrente Avalanche
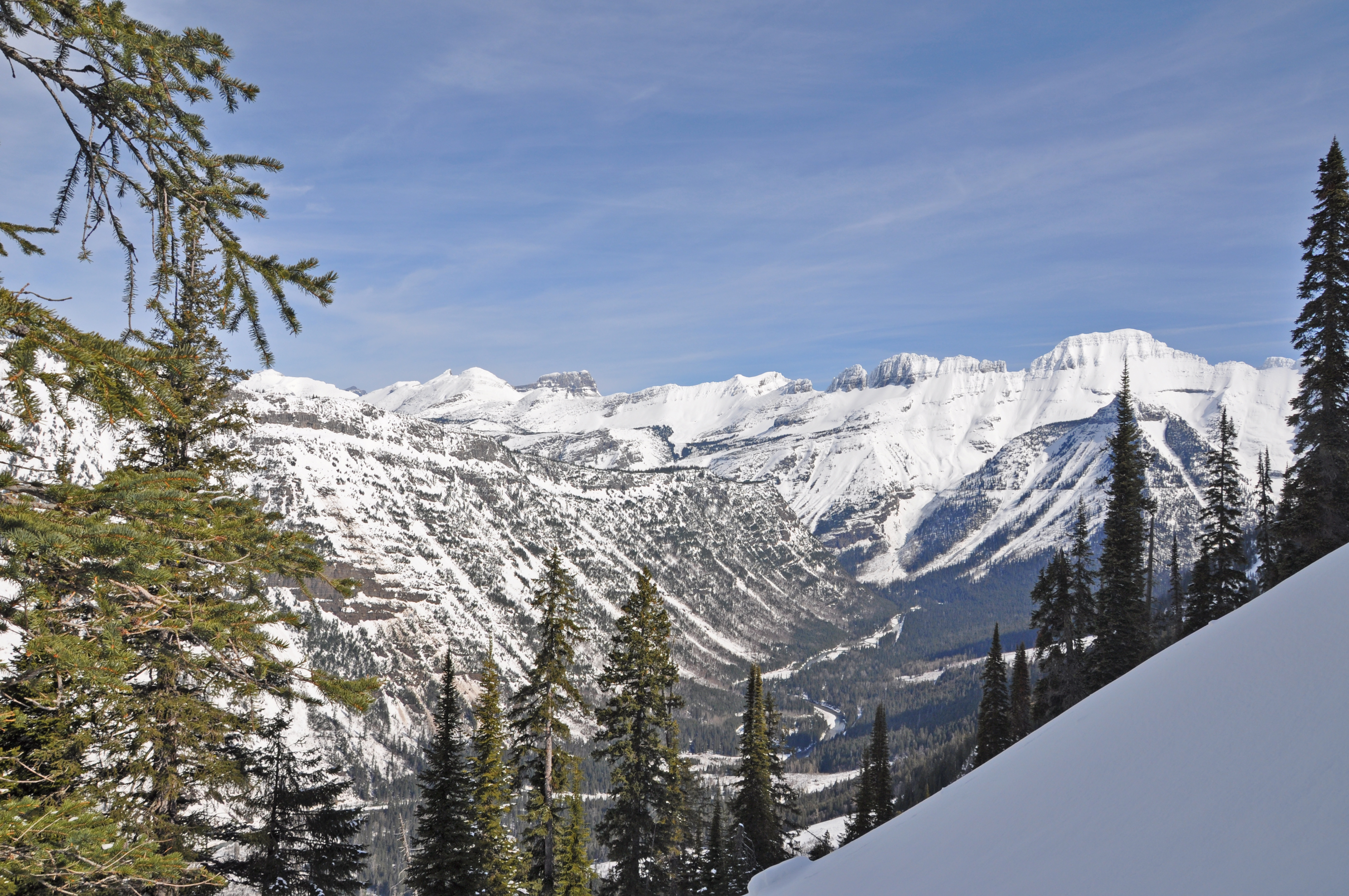
Paesaggio innevato
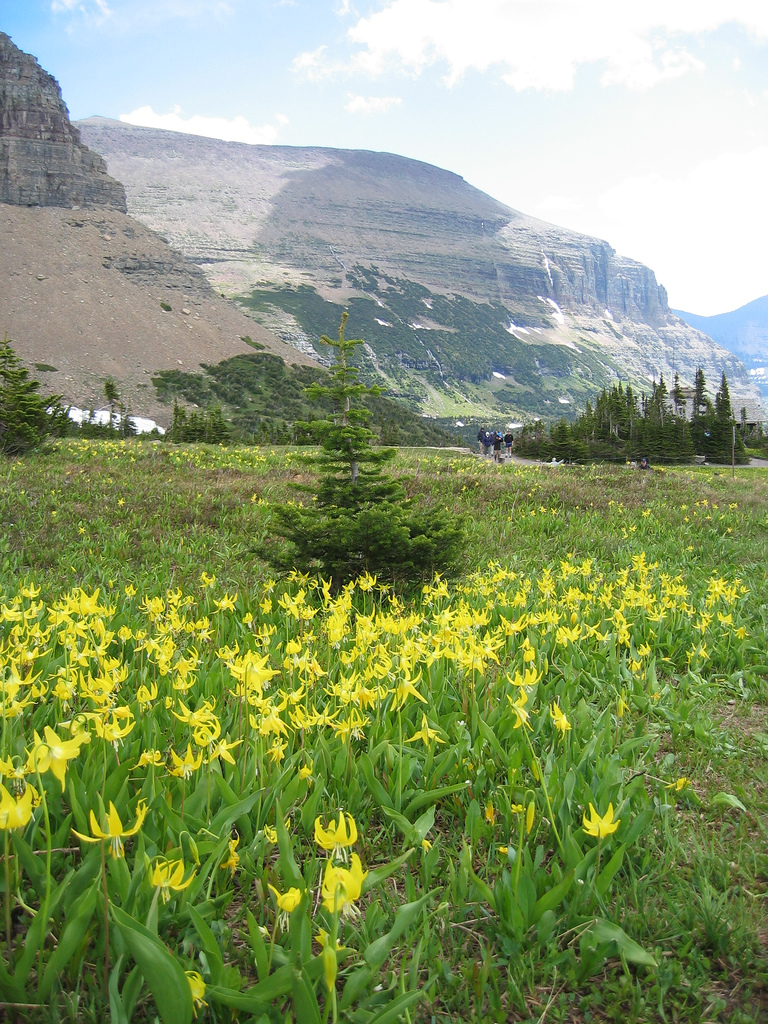
Prateria di erythronium grandiflorum
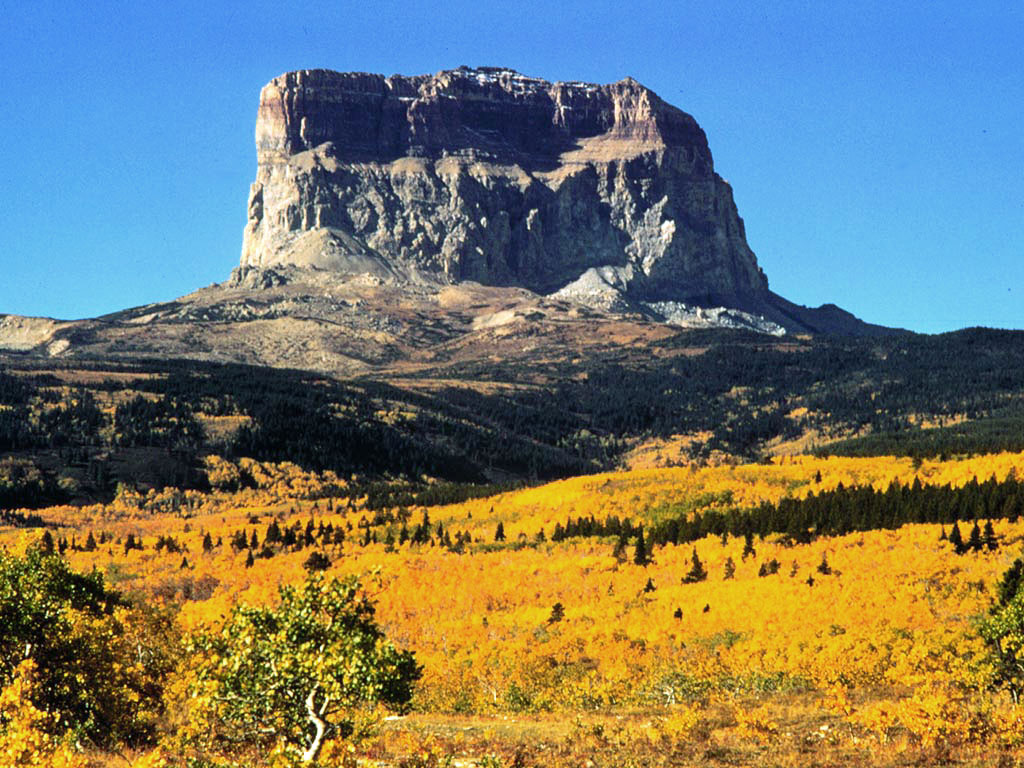
Il monte Chief, situato sul versante orientale del parco
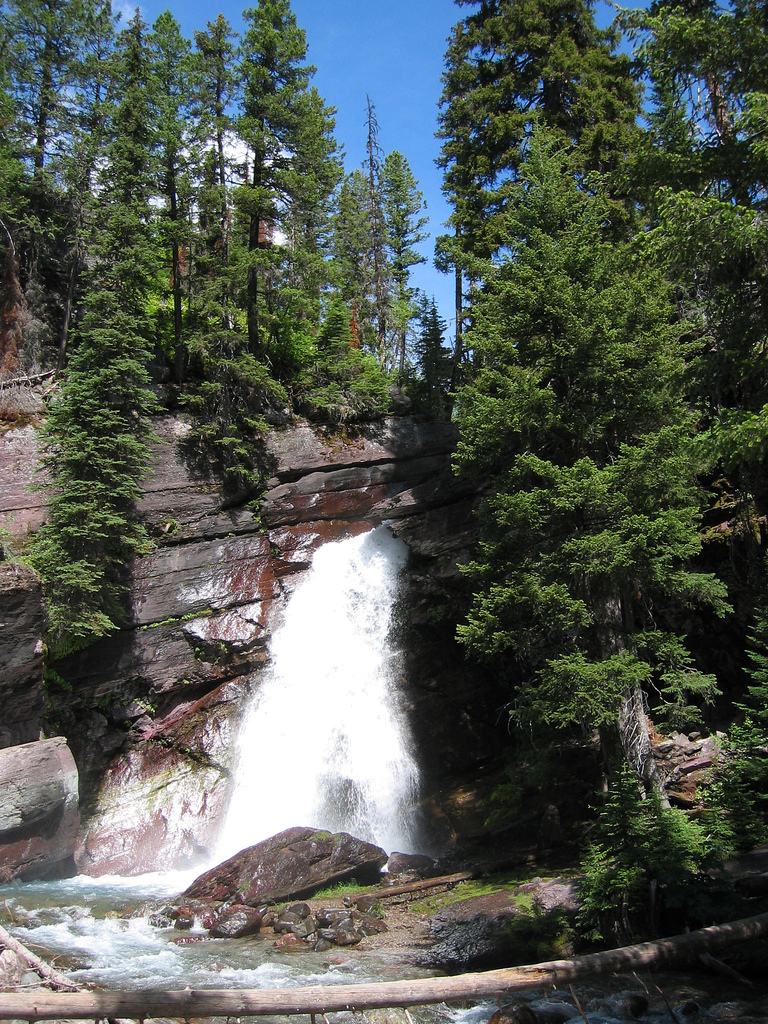
Cascate di Baring
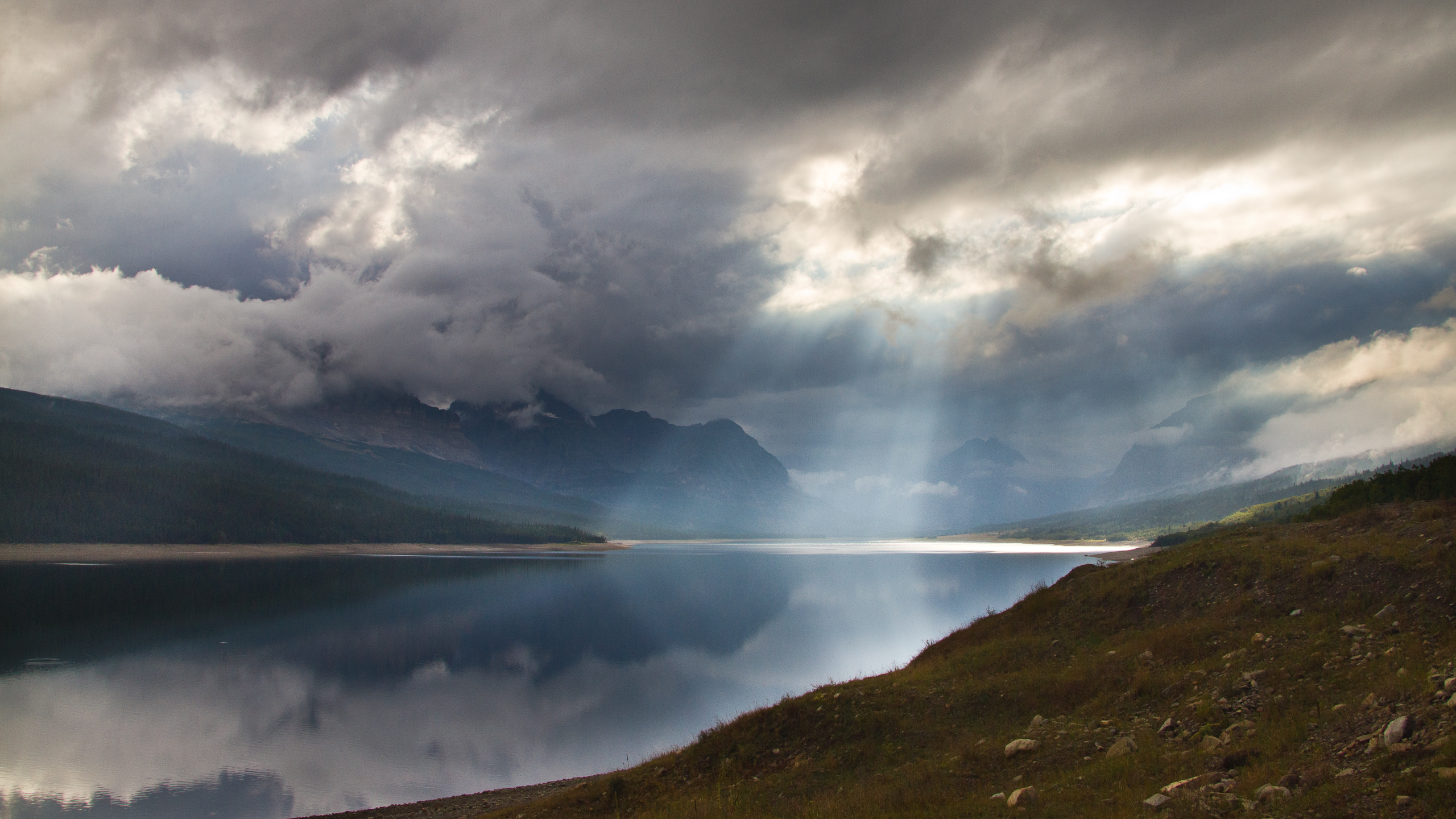
Lago Sherburne
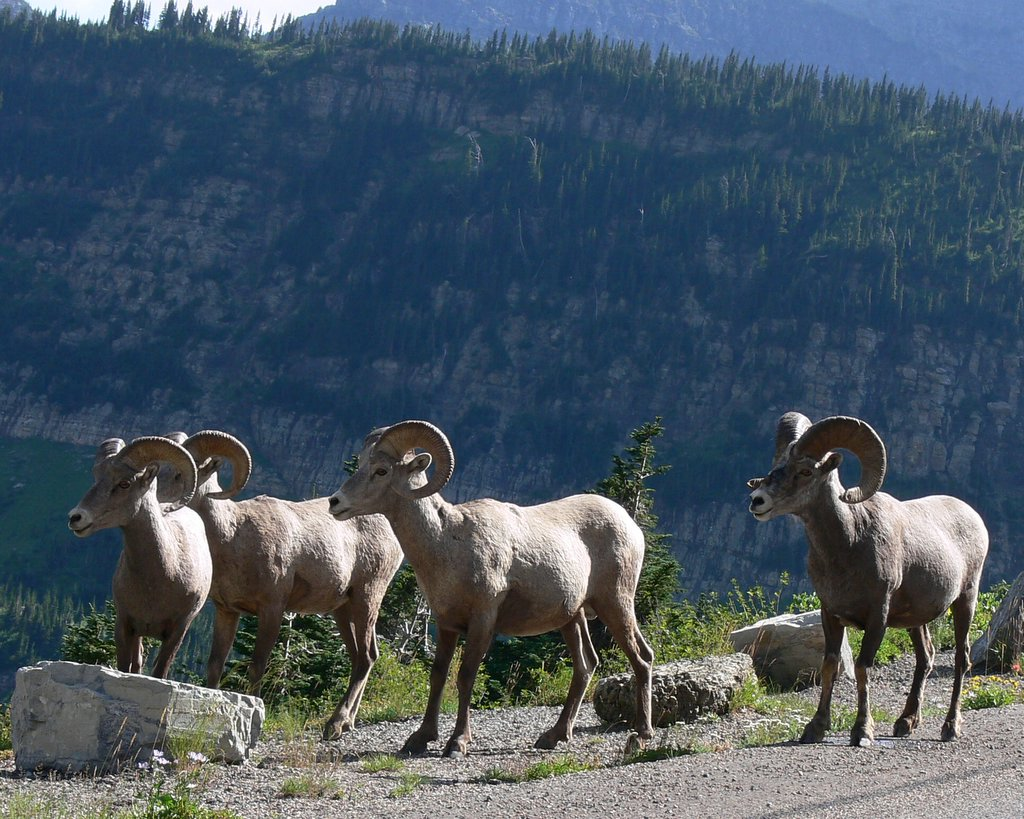
Pecore Bighorn nel parco
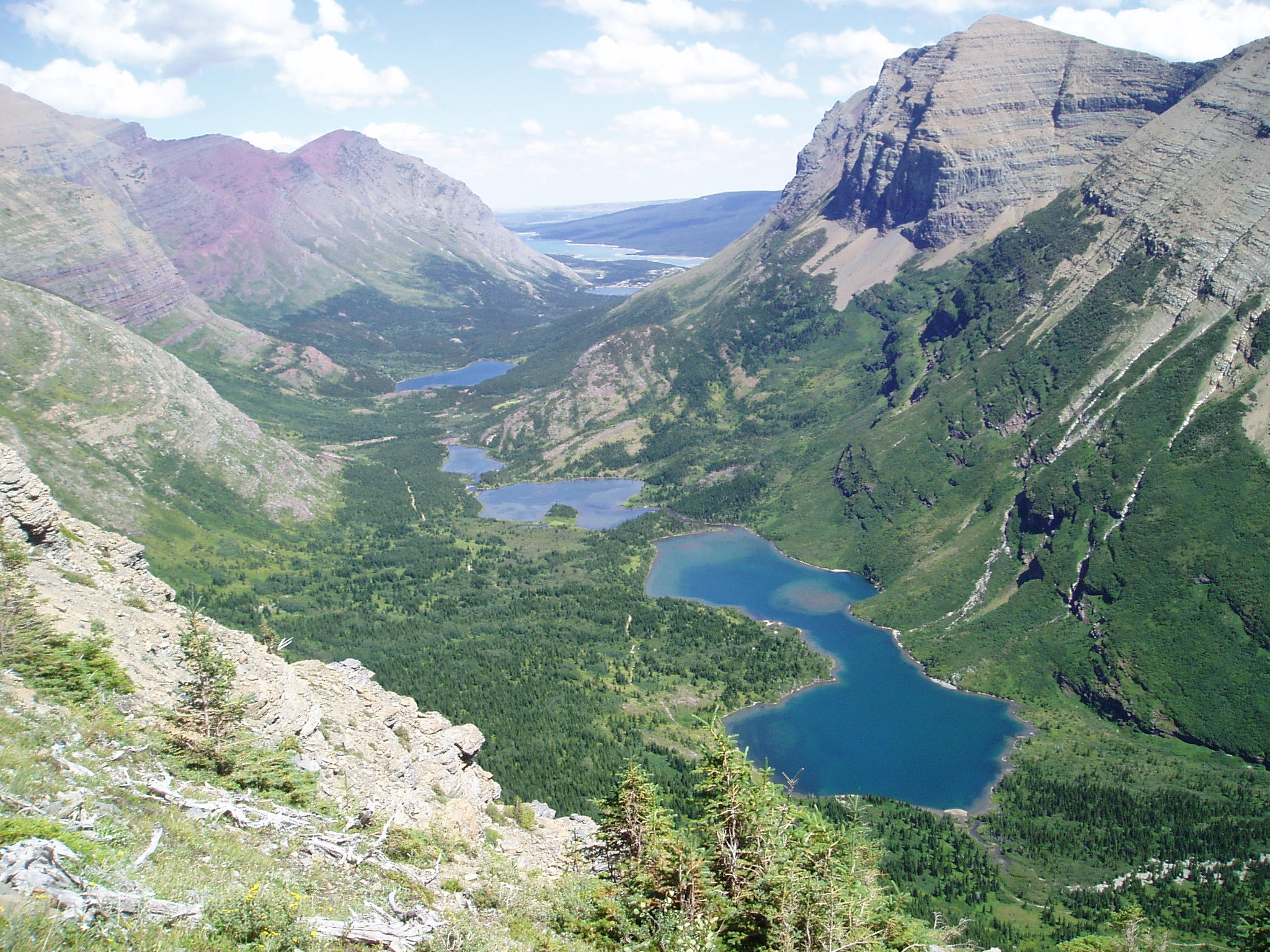
Scorcio del parco
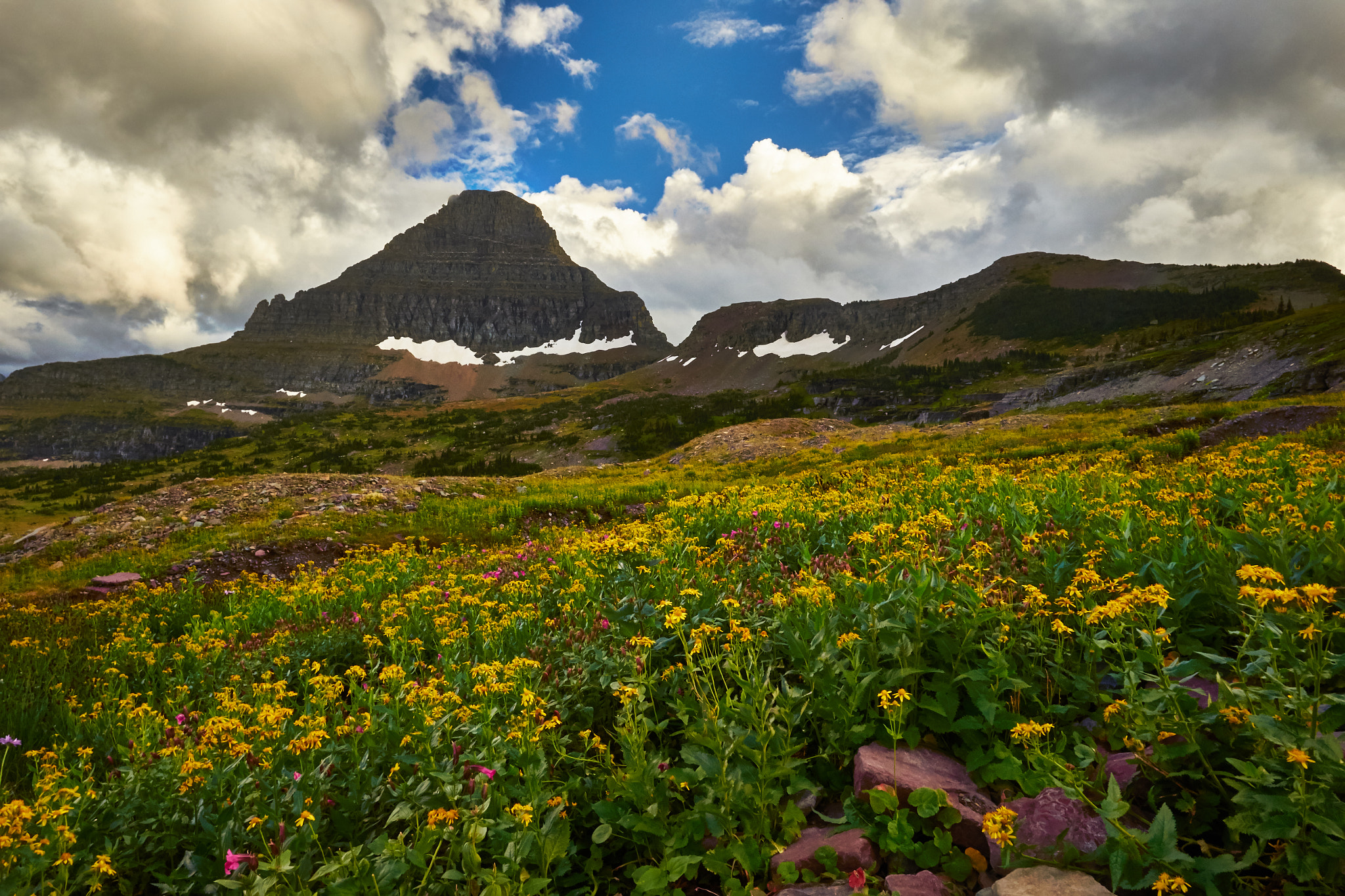
Distesa di fiori al di sotto di una vetta innevata
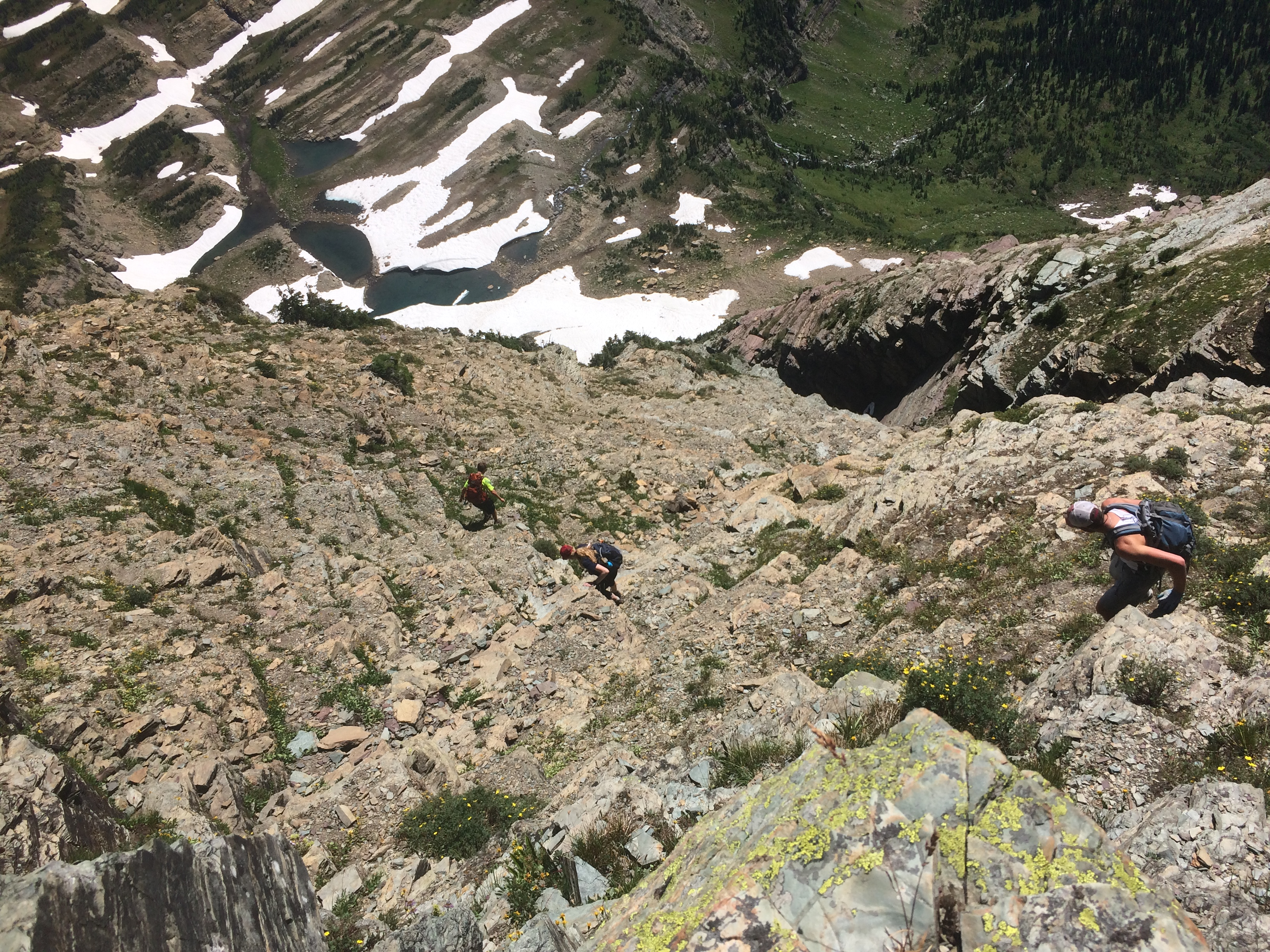
Scalatori scendono dalla cresta di Dragon's Tail vicino al passo di Logan
Foreste di conifere
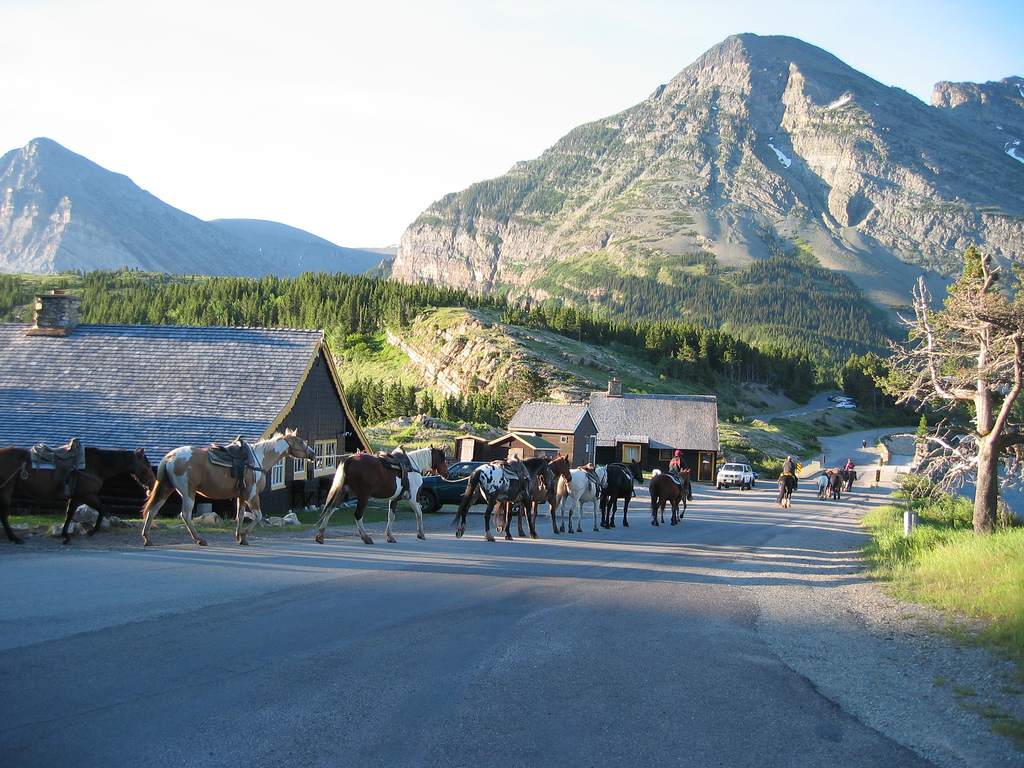
Cavalli nel parco
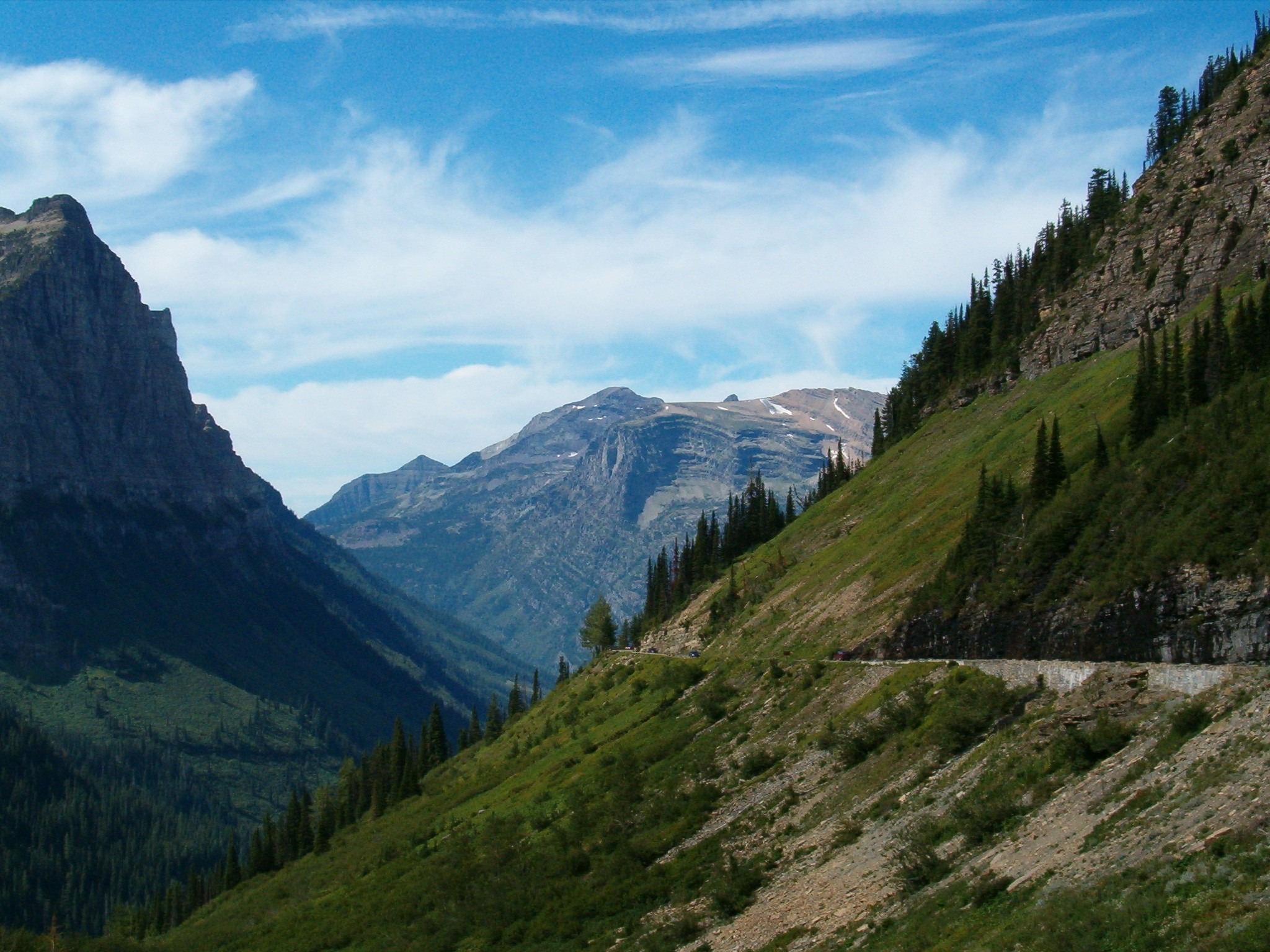
La via Going-to-the-Sin vista dalla valle McDonald
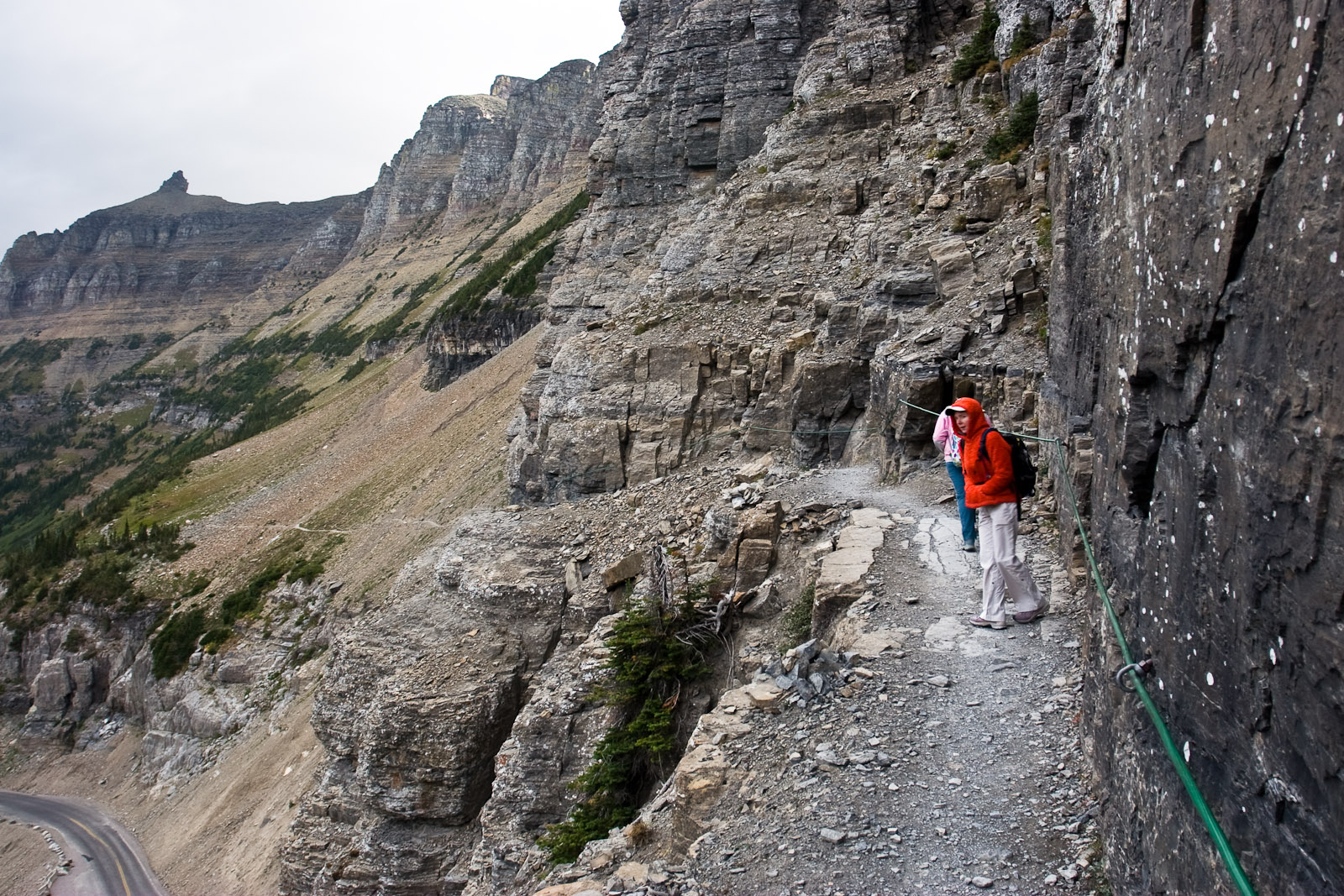
Escursionisti sulla sezione Garden Wall del percorso Highline, a nord del passo di Logan: la via Going-to-the-Sun appare in basso